# Гатчина (аэродром)
Га́тчина (Троцк, Красногварде́йск) — бывший военный аэродром в городе Гатчина, Ленинградская область, располагавшийся в западной части города.
В настоящее время по назначению не используется, лётное поле преимущественно застроено жилыми зданиями, превратившись в микрорайон города — «Аэродром».

## Военное поле

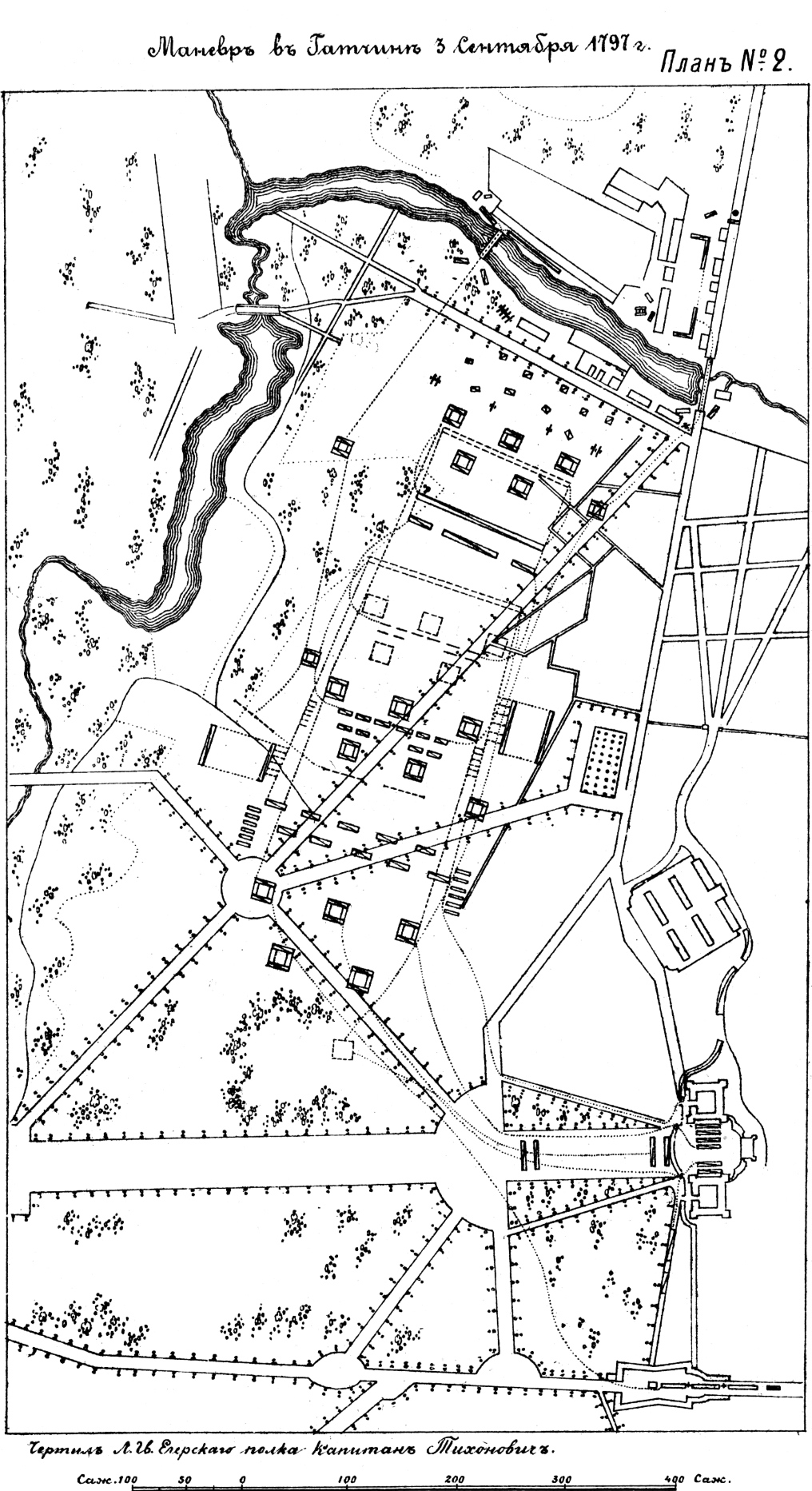
Манёвры 1797 года в Гатчине на месте будущего аэродрома

В исторических документах XIX — начала XX века данная территория упоминается как Военное поле. В 1862 году газета «Санкт-Петербургские губернские ведомости» сообщала о начавшихся работах по «выкорчёвке пней в десяти рощах на учебном поле против Гатчинского дворца». Военное поле использовалось для полковых учений базирующихся в Гатчине лейб-гвардии Кирасирского Её величества полка.
Летом, когда Кирасирский полк квартировался в учебных Красносельских или Дудергофских лагерях, Военное поле временно превращалось в место народных забав, увеселений и ярмарок. Одним из основных развлечений были различные лотереи, средства от которых шли в благотворительные фонды.

## Первый военный аэродром России

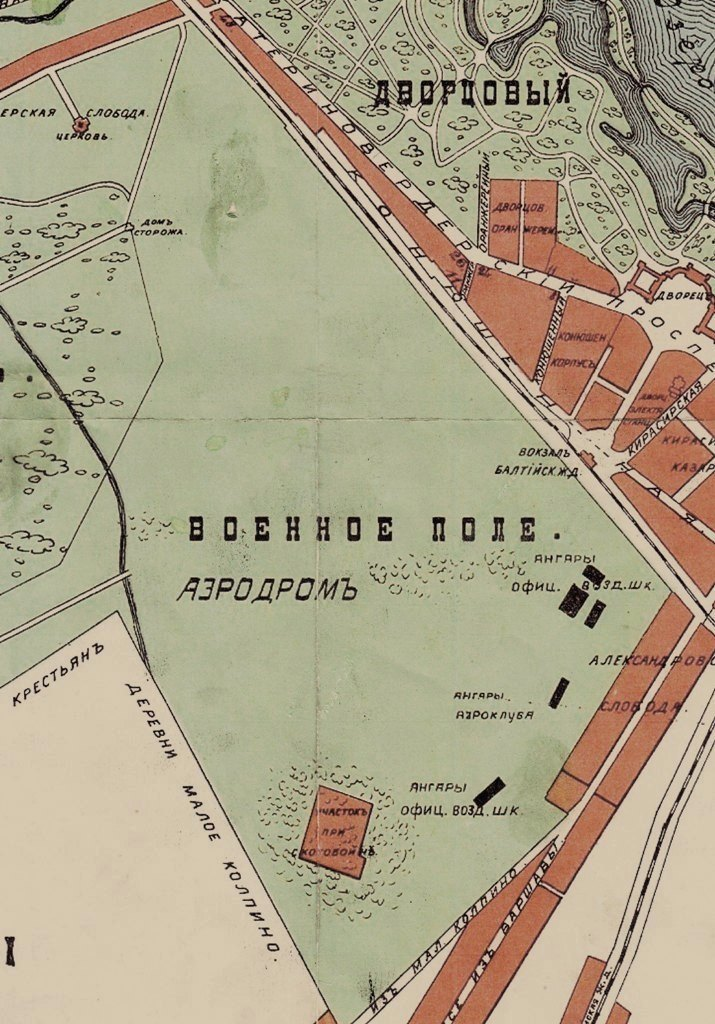
Аэродром на Военном поле Гатчины (план города)

Осенью 1908 года во Францию были командированы офицеры парк-капитаны Н. И. Утешев и С. А. Немченко для изучения вопросов авиации в армии. В ходе обучения офицеры летали на аэроплане с Вильбуром Райтом, который через них предложил российскому военному ведомству купить 10 аппаратов своей системы за 200 тысяч рублей. При обсуждении этого предложения на совещании в Главном инженерном управлении генерал-майор А. М. Кованько высказался против покупки аэропланов братьев Райт, считая, что они не пригодны в военном деле. А. М. Кованько просил выделить средства на постройку своих пяти аэропланов в мастерских парка офицерской Воздухоплавательной школы. Военный совет просьбу А. М. Кованько удовлетворил 20 декабря 1908 года.
Для эксплуатации аэропланов Воздухоплавательный парк в Санкт-Петербурге был неподходящей территорией из-за своих относительно небольших размеров. В военном ведомстве был поднят вопрос о строительстве полноценного аэродрома. Одним из сложных вопросов аэродромного строительства был земельный вопрос, так как плоские территории, не принадлежавшие частным лицам, найти было весьма трудно. В пригородах Санкт-Петербурга наиболее подходящими были Гатчинское и Красносельское военные поля, а также территория Усть-Ижорского саперного лагеря. Самым пригодным для строительства аэродрома сочли Гатчинское военное поле, находящееся недалеко от Императорского дворца — Император пожелал видеть из своих окон полёты авиации. Привлекательным фактором послужило также наличие поблизости ещё одной равнины — у деревни Сализи (сегодня — Котельниково), где по плану военного ведомства оборудовался учебный полигон Воздухоплавательного парка.
В 1909 году на Военном поле состоялся демонстрационный полет чуда техники того времени — аэроплана. Полет совершил французский авиатор Жорж Леганье.
К осени 1909 года Воздухоплавательный парк получил разрешение от Министерства императорского двора на устройство в Гатчине аэродрома для испытаний и полетов аэропланов.
Вскоре на отведенном участке были построены два ангара, и 22 сентября в них разместили для достройки аэропланы, которые до этого строились в парке на Волковом поле. Производится также строительство зданий служебно-технической застройки и грунтовых взлетно-посадочных полос (ГВПП). 3 мая 1910 года в Гатчине производится формирование Авиационного отдела Офицерской Воздухоплавательной школы. Штат Авиационного отдела состоял из 6 офицеров, 2 классных чинов, 50 строевых нижних чинов и 19 нестроевых. Начальником отдела был подполковник С. А. Ульянин, инструкторами — Г. Г. Горшков, С. А. Ульянин и прибывший из Севастополя поручик Е. В. Руднев.
Проходящие службу в Гатчине офицеры Воздухоплавательного парка М. В. Агапов, Б. В. Гебауэр, В. В. Голубов, С. А. Ульянин и А. И. Шабский, ранее занимавшиеся изобретательской и конструкторской работой в области воздухоплавания, в свою очередь, приступили к разработке проектов. Аэропланы, построенные впоследствии в мастерских парка, известны в истории техники как «гатчинские конструкции». Из пяти проектировавшихся в Гатчине аэропланов построено было только три, а летал всего один — «Фарман-Соммер» конструкции Агапова. Этот аэроплан использовался впоследствии в качестве учебного в Авиационном отделе Офицерской Воздухоплавательной школы.

Памятник в Гатчине Михаилу Ефимову — первому русскому лётчику

В апреле 1910 года командир УВП генерал-майор А. М. Кованько назначил офицера парка Г. Г. Горшкова заведующим Гатчинским аэродромом и выделил в его распоряжение команду солдат для работ по возведению летного поля.

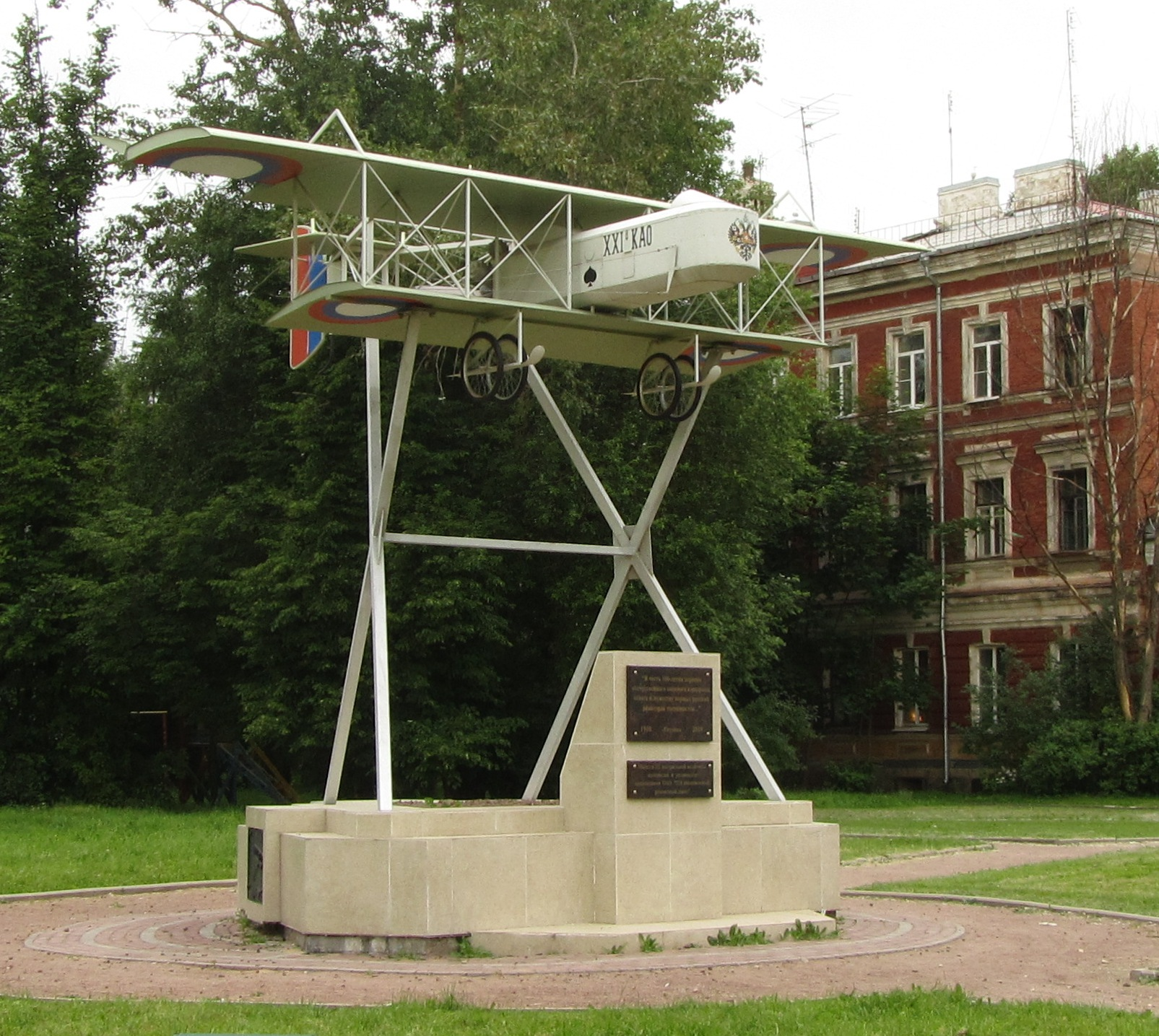
«В честь 100-летия первого отечественного военного аэродрома, отваге и мужеству первых русских авиаторов посвящается / 1910 Гатчина 2010»

К 14 мая все основные работы по устройству аэродрома были завершены. К этому времени на аэродром доставили два «фармана» и один «райт».
Кроме ангаров на 10-12 самолётов, на окраине аэродрома вырос небольшой городок с мастерскими, бензохранилищем, импровизированной метеостанцией, служебными помещениями. Были четко обозначены взлетно-посадочная полоса и место для «катания» — для обучения будущих пилотов рулению аэроплана на земле. В архивном деле № 103 фонда 298 ЦГВИА к материалам о гибели поручика М. Н. Нестерова (брата поручика Нестерова П. Н.) на аэроплане «морган» приложена схема аэродрома, на которой основная взлетно-посадочная полоса изображена вдоль Балтийской железной дороги, но обозначены возможные направления взлета на Егерскую слободу и в других направлениях.
Аэродром фактически принадлежал временному отделу Офицерской воздухоплавательной школы, который сначала существовал как её подразделение.
6 марта 1910 года на общем собрании Особого комитета были определены задачи ОВФ: «Обучение офицеров армии и флота, а также, если средства позволят, других лиц искусству летать на приборах тяжелее воздуха и создание запаса самолётов с полным снабжением и оборудованием для снабжения ими … авиационных отрядов».
С этой целью в том же месяце были командированы во Францию в школы Блерио, Антуанет и Фармана шесть офицеров для обучения полетам и шесть нижних чинов для подготовки мотористов. Одновременно авиационным фирмам были заказаны 11 летательных машин.
Первым русским, удостоенным диплома пилота-авиатора от аэроклуба Франции в 1910 году, был Михаил Никифорович Ефимов. Его диплом № 31 датирован 15 апреля 1910 года. Вторым получил диплом за № 50 19 апреля 1910 года — Николай Евграфович Попов. Третьим получил диплом за № 98 10 июня 1910 года — Владимир Александрович Лебедев. Возвратясь в Россию с коллегами, они стали первыми инструкторами и начали обучать полетам на аэропланах русских офицеров.
В августе 1910 года состоялся первый выпуск Авиационного отдела Офицерской Воздухоплавательной школы. За 1910—1916 годы здесь были подготовлены 342 лётчика (269 офицеров и 73 нижних чинов). В 1917 году после февральской революции занятия в школе продолжались, но с перерывами в снабжении самолётами, моторами, запчастями и ГСМ. Последним выпуском школы был 14-й набор; 15-й и 16-й наборы школу уже не закончили.

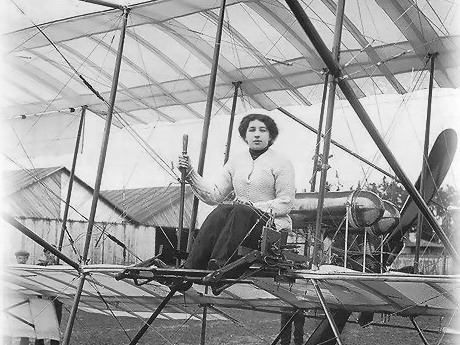
Л. Зверева за управлением бипланом «Farman IV». На заднем плане — ангары аэроклуба

В 1910 году на Гатчинском военном аэродроме был организован «Всероссийский аэроклуб»; открылась школа Первого Российского товарищества воздухоплавания (ПРТВ), создавшая в 1911 году первую частную авиашколу «Гамаюн» С. С. Щетинина. Среди первых её выпускников Лидия Зверева — первая русская авиатриса и Константин Арцеулов — русский лётчик-ас. Также здесь базировался Императорский Всероссийский Авиационный Клуб (ИВАК), имеющий право выдавать в России дипломы лётчиков и осуществлять их международную регистрацию.
В эти годы на Гатчинском аэродроме проводилось не только обучение лётчиков, но и испытание нового оборудования, проводились опыты по использованию авиации в военных манёврах и научных целях. В одном из ангаров Гатчинского аэродрома размещалась мастерская Я. М. Гаккеля, где он работал над созданием самолётов собственной конструкции.
На Гатчинский аэродром был доставлен аппарат русской постройки — моноплан «Россия-Б». Газеты назвали и стоимость аэропланов русской постройки: «Россия-А» — 9500 рублей (аналогичный заграничный аппарат — 14000 рублей); «Россия-Б» — 9250 рублей.
2 августа 1910 года при большом стечении публики поднялся в небо биплан «Россия-А», управляемый авиатором В. Лебедевым. Военный оркестр сопровождал полет аэроплана русской постройки маршем. 12 августа полеты «России-А» повторились. На этот раз им управлял пилот Г. С. Сегно.
Официально аэродром был открыт только 26 марта 1911 года, и возглавил его штабс-капитан Г. Г. Горшков.
На лётном поле деревни Сализи были возведены причальная мачта, причальные тумбы и огромный эллинг для дирижаблей.
1 апреля 1911 года начальник Офицерской воздухоплавательной школы генерал А. М. Кованько издал приказ, согласно которому на аэродроме ежедневно назначался дежурный наряд в составе дежурного по аэродрому (офицер), дежурного по команде нижних чинов и ночных сторожей по охране ангаров с аэропланами. Кроме них, на время полетов назначался дежурный врач, был введен обязательный предполетный медицинский осмотр летчиков и разработаны «Медицинские меры предосторожности перед и во время полетов на аэропланах». Для ежедневного наблюдения за направлением и скоростью ветра был создан метеопост.
11 мая 1911 года Главное инженерное управление утвердило единые для всех авиационных школ — военных и клубных — «Правила для полета на аэроплане», которые с незначительными изменениями действовали до 1914 года.
В этом же году был создан временный авиационный отдел. Штат авиационного отдела состоял из 6-ти офицеров, 2-х классных чинов, 50-ти строевых нижних чинов и 19-ти нестроевых. Начальником отдела был утвержден подполковник С. А. Ульянин, инструкторами — Г. Г. Горшков, С. А. Ульянин и прибывший из Севастополя поручик Е. В. Руднев.
В 1911 году в отделе обучались 10 офицеров переменного состава и 6 офицеров Генерального штаба, прикомандированных для подготовки в качестве наблюдателей с аэропланов.
Общий итог деятельности временного авиационного отдела в 1911 году выражается следующими цифрами: обучено полетам 10 офицеров, подготовлено наблюдателей из офицеров Генерального штаба 6 человек, ознакомлено с авиационным делом и получили практику полетов 32 офицера переменного состава Офицерской воздухоплавательной школы. Кроме этого обучено ремонту аэропланов — 10 солдат, сборке и регулировке аппаратов — 21 солдат, подготовлено — 15 мотористов.
В сентябре 1912 года вместо временного был сформирован постоянный авиационный отдел в Гатчине, который предназначался для подготовки офицеров и нижних чинов к службе в авиационных отрядах воздухоплавательных рот и производства опытов и проверок на практике пригодности для военных целей новых летательных аппаратов.
На Гатчинском аэродроме проводились многие опыты использования авиации в военных манёврах и научных целях.
2 августа 1911 года впервые в русской армии был проведен опыт использования аэроплана совместно с пехотой и кавалерией. В пять часов утра с Гатчинского аэродрома вылетел поручик Фирсов Владимир и пассажир-наблюдатель подпоручик Балабушка. Подлетев к деревне Сализи, сбросили воздухоотряду донесение и улетели в Красное Село, а затем в село Высоцкое, где проходили манёвры войск. Подпоручик Балабушка нанес на карту расположение противоборствующих войск. Затем авиаторы вернулись на Гатчинский аэродром. За 1 час 15 минут они покрыли 75-80 верст.
Внедрение беспроволочной связи в авиации было начато в России только в 1911 году (непосредственное оснащение самолётов радиопередатчиками началось только в 1915 году). В ноябре 1911 года во многих газетах и журналах появились сообщения о радиоопытах на Гатчинском аэродроме. Вот что сообщал об этом 20-й номер журнала «Вестник воздухоплавания»:
«9 ноября текущего года, на Гатчинском аэродроме при авиационном отделе Офицерской воздухоплавательной школы были произведены первые в России опыты телеграфирования без проводов с аэроплана, давшие весьма благоприятные результаты.
На аэроплане типа „Фарман“ была установлена станция беспроволочной телеграфной связи, система подполковника Сокольцева, с которой и было произведено три опытных полета, общей продолжительностью до часу, причем в качестве пассажира-телеграфиста летал сам изобретатель подполковник Сокольцев.
Передаваемые во время полетов сигналы, буквы и слова были ясно приняты установленной на аэродроме приемной станцией упрощенного полевого типа. Таким образом, впервые в России был установлен факт возможности радиотелеграфных сношений с аппаратом в полете. Несмотря на неблагоприятные условия — холодную ветреную погоду (ветер — до 8 метров) с сильными отдельными порывами ветра, выпущенную на значительную длину (до 35 метров) проволоку с грузом на конце (так называемая — антенна) — довольно продолжительные полеты (5 часов 15 минут) закончились вполне благополучно...»
Но аппарат Сокольцева оказался несовершенным, и его заменили на заграничные, в частности, на радиоаппараты французской фирмы SFR. Их испытания также прошли на Гатчинском аэродроме очень успешно.

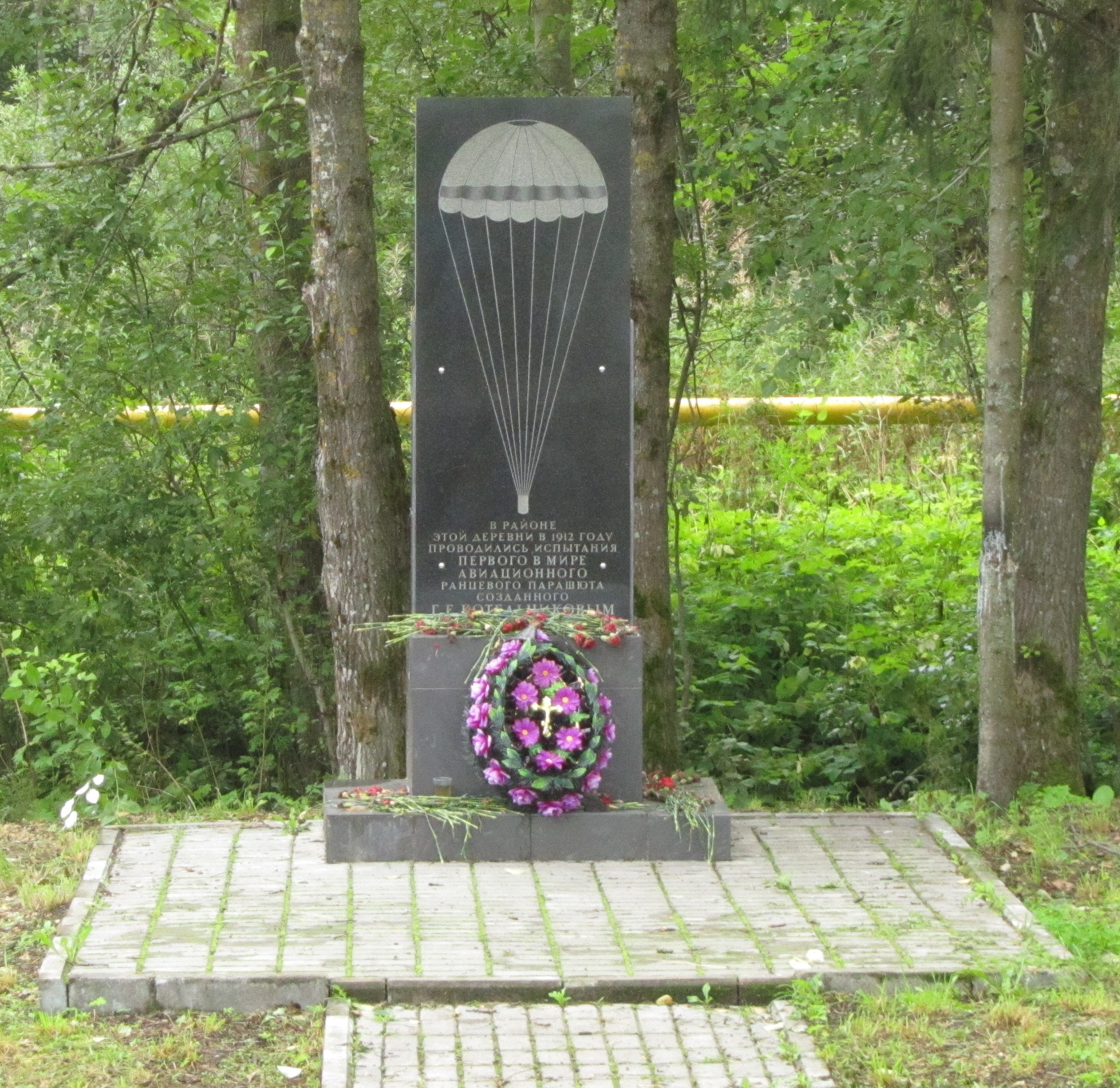
Памятник на месте испытаний первого парашюта

6 июня 1912 года на Гатчинском аэродроме, лётное поле Сализи, была испытана разработка Г. Е. Котельникова — первый в мире ранцевый парашют «РК-1» («Русский. Котельников. Первая модель»). Для первого прыжка был сделан манекен весом 76 килограммов, который был привязан к гондоле аэростата и «спрыгнул» с высоты 200 метров. Через шесть дней манекен сбросили с высоты 100 метров. Всё прошло удачно, но Главное инженерное управление русской армии не приняло парашют в производство из-за опасений начальника российской авиации, великого князя Александра Михайловича, что при малейшей неисправности авиаторы будут покидать аэропланы.
Осенью 1912 года в авиационном отделе открылся так называемый солдатский класс. В него было отобрано 10 нижних чинов — солдат и унтер-офицеров, среди которых был Д. П. Ананьев, ставший впоследствии известным советским летчиком.
В 1912—1913 гг. здесь, в Офицерской Воздухоплавательной школе, обучался поручик П. Н. Нестеров — основоположник высшего пилотажа.
С 19 июля 1914 г. Авиационный отдел Офицерской воздухоплавательной школы именуется «Военно-авиационной школой».
Во время Первой мировой войны аэродром перешёл в единоличное пользование военных.
В 1915 году эллинг у деревни Сализи был выделен непосредственно для сборки и заправки водородом дирижабля «Гигант».

## Аэродром ВВС РККА
5 апреля 1917 года приказ, вывешенный в казармах, объявил о выборах солдатских комитетов.
25 октября в канун революции строевая рота авиашколы разоружила гарнизон школы прапорщиков Северо-Западного фронта.
Военно-революционный комитет возложил на Гатчинскую авиационную школу охрану и поддержание порядка в городе. Начальником школы был избран военный лётчик капитан Д.А. Борейко.
В Гражданскую войну, перед занятием Гатчины войсками генерала Краснова, солдаты технической роты школы вывели из строя почти все самолёты, чтобы ими не воспользовались белогвардейцы.
1 апреля 1918 года Гатчинская школа получила название «Социалистическая авиашкола рабоче-крестьянского красного воздушного флота». В ней развернулась подготовка летчиков советской разведывательной авиации. Но в связи с угрозой немецкого наступления на Петроград Реввоенсовет республики принял решение об эвакуации школы в глубь страны, в город Самару. Эвакуации подлежали триста самолётов, большое количество запасных частей и моторов, обширное складское хозяйство, ангарное имущество, авиационные мастерские.
Первые два эшелона были отправлены в феврале. Вслед за ними вскоре были отправлены 10 эшелонов по 42 вагона в каждом.
После эвакуации авиашколы в 1918 году на аэродроме разместились авиационные части Военно-Воздушных Сил РККА.
Здесь базировалась 1-я истребительная эскадрилья; на вооружение которой в 1922 году поступили закупленные в Нидерландах истребители Fokker D.VII, прослужившие до начала 1930-х годов.
В 1924 году на Троцкий аэродром (город с 1922 года назывался «Троцк») прибыли тяжелые двухмоторные бомбардировщики Farman F.62 «Голиаф», приобретённые во Франции и получившие у нас обозначение ФГ-62. Они составили 1-ю тяжёлую авиаэскадрилью.
В первой половине 1920-х годов аэродром был реконструирован. В отличие от предыдущего однообразного поля, теперь здесь появились грунтовые взлётно-посадочные полосы (ГВПП), рулёжные дорожки («стартовые улицы») — изначально конструктивно являющиеся «улучшенными грунтовыми дорогами». Позже на взлётно-посадочных полосах появилось и искусственное покрытие. К лету 1926 года были построены кирпичные ангары, новые здания служебно-технической застройки. В августе 1926 года с Комендантского аэродрома Ленинграда сюда была перебазирована знаменитая 1-я Краснознаменная истребительная авиационная эскадрилья, в которой в 1926—1928 гг. служил и советский летчик-испытатель В. П. Чкалов. 27 июля 1927 года на Троцком аэродроме состоялись соревнования, на которых В. П. Чкалов, в очередной раз проявил своё оригинальное летное мастерство.
Весной 1927 г. в Троцке 1-я тяжёлая эскадрилья была преобразована в 55-ю. Помимо этого, была сформирована 57-я эскадрилья, на вооружение которой поступили первые восемь закупленных в Германии у фирмы «Юнкерс» транспортных самолётов G.24, в варианте бомбардировщика, получившие у нас обозначение ЮГ-1. Осенью 1927 года они поступили и в 55-ю эскадрилью, взамен «Голиафов».
Осенью 1928 года 55-я и 57-я эскадрильи перебазировались на аэродром Кречевицы.
В конце 1920-х 1-я истребительная эскадрилья была перевооружена на самолёты отечественного производства — И-2.

Сооружения деревни Сализи (на картах конца 1930-х годов она уже обозначается как «Салози») использовались также для обеспечения полётов дирижаблей. Весной 1926 года здесь в эллинге останавливался дирижабль «NORGE», построенный и управляемый итальянским генералом-дирежаблестроителем Умберто Нобиле, участвовавший в полярной экспедиции Руаля Амундсена.

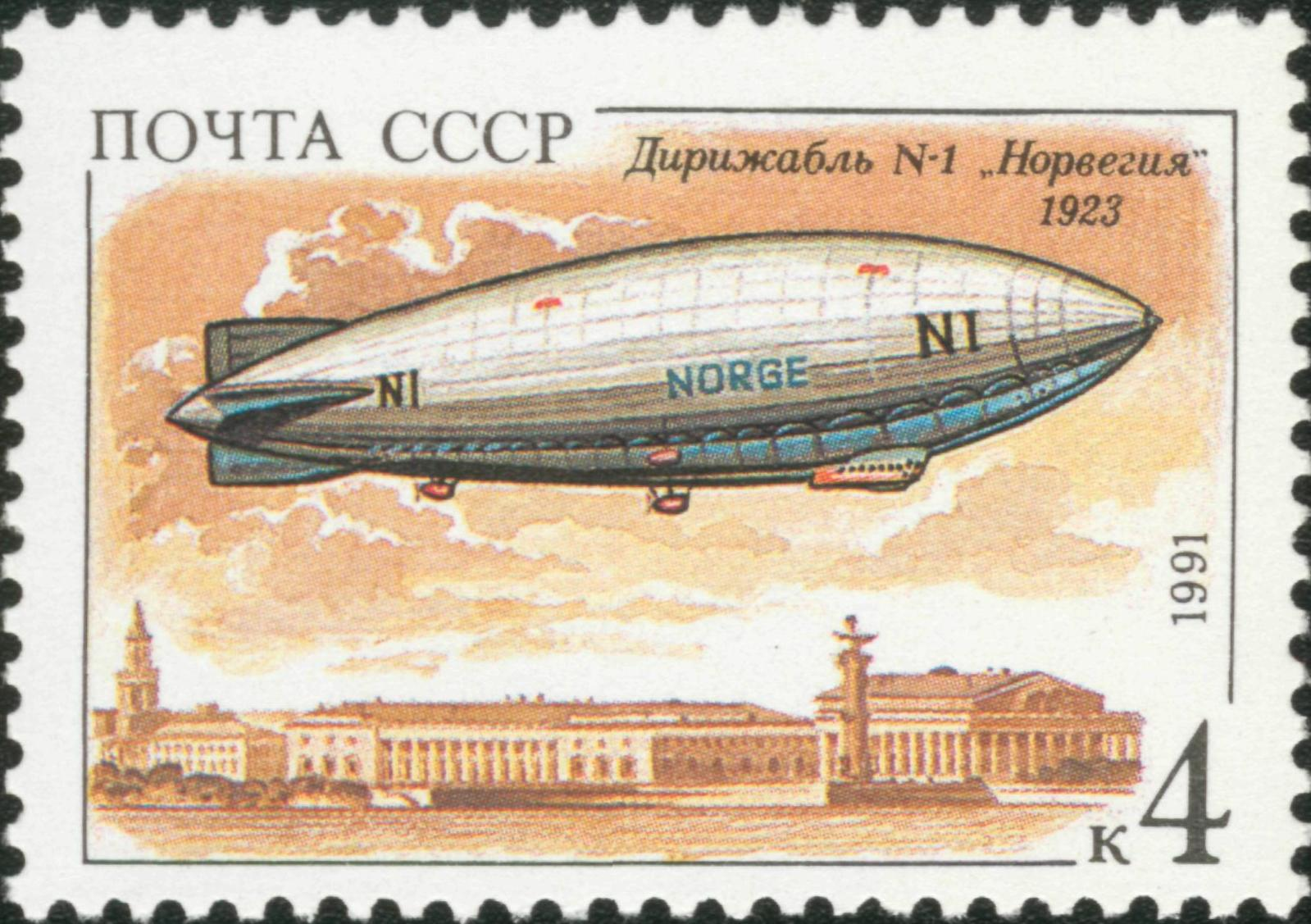
Почтовая марка СССР, посвящённая дирижаблю N-1 «Норвегия» (1991)

 Здесь производилась непосредственная подготовка дирижабля к полярному полёту. В качестве гостиницы полярникам были предоставлены помещения Дворца в Троцке.
В начале 1930-х годов в Красногвардейске (город в 1929 году был в очередной раз переименован) базировалась 6-я отдельная разведывательная эскадрилья, имевшая на вооружении, помимо других самолётов, в 1933—1934 годах последний оставшийся «Голиаф», завершивший свой путь там же, где и начинал.
В 1930-е годы на аэродроме базировалась 1-я авиабригада, самолёты И-15, Р-5, И-153, ТБ-1, И-16, СБ. Для тренировок парашютистов в это время была предоставлена Сигнальная башня Дворца — для использования в качестве парашютной вышки. Сам аэродром был огорожен колючей проволокой. Напротив Балтийского вокзала находился пост с караульным помещением. На территории аэродрома стояли 4 кирпичных ангара, имевшие с двух сторон четырёхстворчатые ворота, убиравшиеся при открытии справа и слева в арочные аванворота. От ангаров шли выводные рулежные дорожки. Поле имело две взлетно-посадочные полосы, расположенные крестообразно; использовались они в зависимости от направления ветра. Взлетно-посадочные полосы с искусственным покрытием (ИВПП), имевшие длину 500 м каждая, были выложены квадратными и шестигранными цементобетонными плитами. Летное поле имело систему водоотвода. С появлением самолётов-бомбардировщиков на северо-западной окраине лётного поля были построены два больших арочных ангара, в которых размещались самолёты СБ. Ангары и летное поле обслуживала специальная аэродромная команда (прообраз аэродромно-эксплуатационной роты). На южной окраине лётного поля находилась метеостанция. Новые большие ангары были построены на северо-западной окраине поля. У железнодорожной ветки находился склад ГСМ. Склад боеприпасов, окружённый земляным валом, располагался на улице Пограничной.
18 сентября 1932 года в Красногвардейске на проводившихся учениях Ленинградского военного округа производилась выброска воздушного десанта 3-го авиамотодесантного отряда (тогдашние ВДВ) — одновременно прыгали с парашютами две группы по 12 человек с двух самолётов ТБ-1 1-й авиабригады, а самолёты 55-й эскадрильи 3-й авиационной бригады и 56-й эскадрильи 1-й авиационной бригады выполнили посадочное десантирование второй волны десанта.
С декабря 1933 года в Красногвардейске, в 1-й Краснознаменной истребительной авиационной эскадрилье, проходит службу известный советский летчик-истребитель С. И. Грицевец. В 1934 году эскадрилья перебазирована из Красногвардейска в Забайкальский военный округ.
В 30-е годы на приаэродромной территории были построены жилые дома для комсостава. Два трехэтажных дома на ул. Киевская, № 4а и 4б у входа в Приоратский парк; 3-этажный угловой дом ул. Оранжерейная (с 1949 года — ул. Нестерова) — Красноармейский пр., № 26; на Красноармейском проспекте: двухэтажный кирпичный дом № 40, дома № 15, 17, 19, клуб и столовая дом. № 13. На территории бывшего «конюшенного корпуса» (сейчас — 18 авиаремонтный завод) размещалась 123 специальная авиационная мастерская (прообраз технико-эксплуатационной части), производившая текущий и капитальный ремонт авиамоторов и самих самолётов. Имелась пожарная команда, оснащенная пожарной машиной АМО-Ф15. Казармы солдат были в 3-этажном доме — бывших «казармах кирасирского полка», ныне здание Центрального Военно-морского архива. Авиакурсанты размещались в Арсенальном и Кухонном каре Дворца. Продовольственная служба — продуктовый склад у Комсомольского (Егерского — напротив Чёрных ворот парка Сильвия) переезда. Вещевой склад на Красноармейском проспекте около Комсомольского переезда. Военный госпиталь тот же, что был построен до революции.

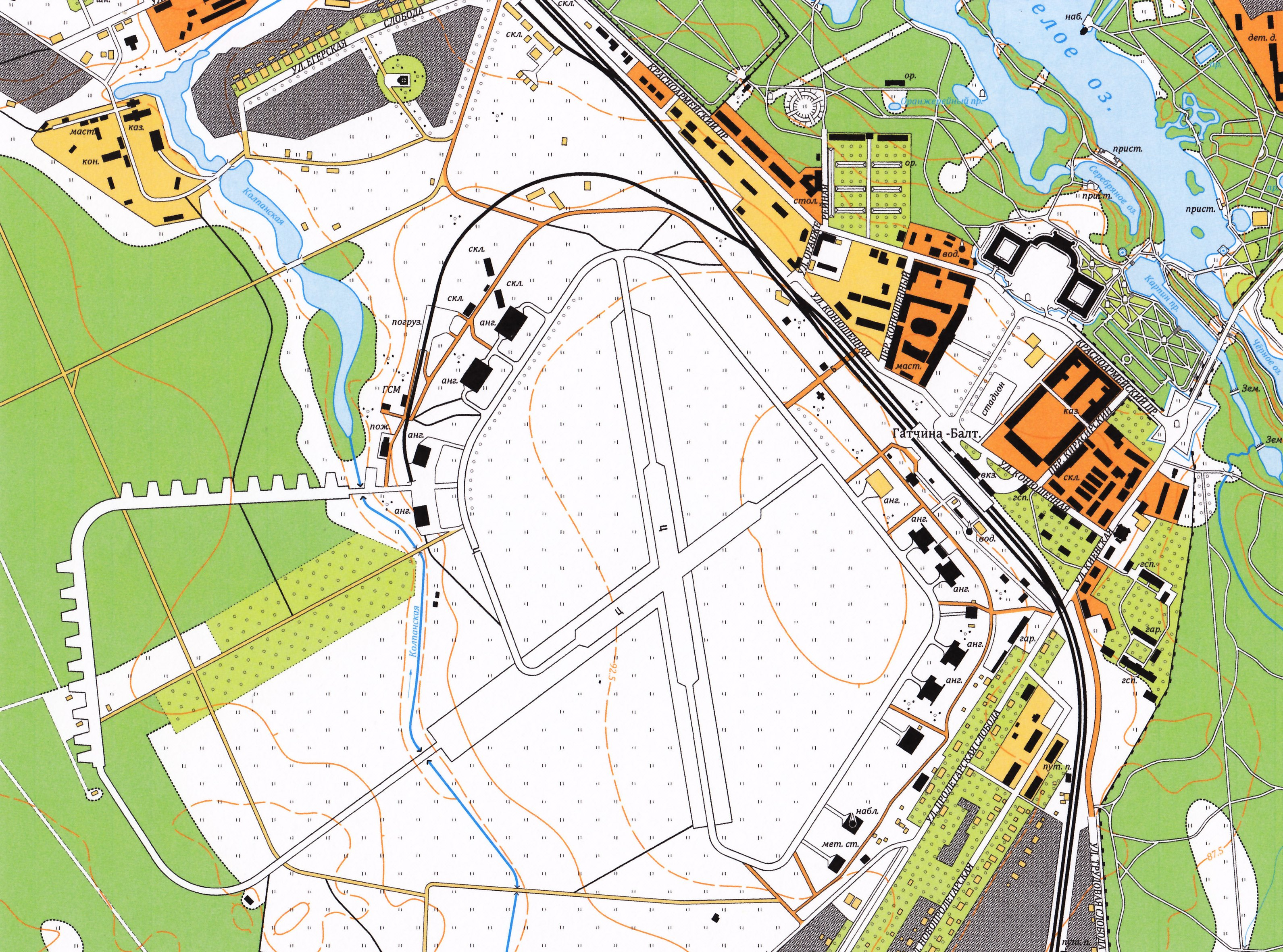
Лётное поле аэродрома Красногвардейск. Состояние местности — 1941 г.

Напротив 123 САМ на железнодорожных путях была высокая платформа для погрузки/выгрузки грузов, а через железнодорожные пути был оборудован переезд, по которому с аэродрома красноармейцы проталкивали на ремонт самолёты в 123 САМ. Личный состав 123 САМ проживал по адресу: Красноармейский проспект, д. 26. В. Чкалов проживал на Красноармейском проспекте, д. 6, где сейчас установлена мемориальная доска.
Другое описание аэродрома:

Аэродром расположен в Красногвардейске (Гатчина) и представляет большое летное поле, слегка приподнятое в центральной части. С северной стороны непосредственно к нему примыкает железнодорожная линия со станционными строениями и складами. С восточной стороны аэродром ограничен шоссейной дорогой с деревянными жилыми домами. Его южная сторона подходит к местным возвышенностям с постройками, а в юго-западной стороне аэродром простирается до небольшого озера. Западная граница определяется густым сосново-еловым лесом высотой 20—25 метров.
Почва здесь преимущественно суглинистая.
Взлетно-посадочная полоса засеяна специальной травой с развитой корневой системой, уплотняющей грунт. Из аэродромных сооружений имеются ангары на 5-6 современных самолётов, рембаза, склад ГСМ, служебное здание с «дежуркой», столовой, медпунктом и метеослужбой. На расстоянии 20 м от крайнего ангара находится метеоплощадка с приборами — ртутный чашечный барометр, анероид и барограф. На крыше служебного здания установлен флюгер Вильда...
Рядом стоят наблюдательные вышки и мачты радиоантенны— старший метеоролог Е. Н. Дмитриева
Судя по аэрофотоснимкам, сделанным в 1941—1942 годах немецкой авиацией, в лесу на западной окраине аэродрома, за рекой Колпанской располагалась зона рассредоточения с местами стоянок самолётов.
Боевая подготовка лётного состава 1-й авиабригады, базировавшейся на Красногвардейском аэродроме, производилась пулемётной стрельбой и бомбометанием на полигоне у деревни Коргози (сегодня — Коргузи, в некоторых источниках упоминают и «Коркузы»), к востоку от Красногвардейска. Территория полигона была огороженной. Дорога от деревни упиралась в ворота, за которыми были застава КПП, домик и вышка.
В дни полётов с использованием полигона на вышке поднимали красный флаг, в тёмное время суток горел красный фонарь.
В лесу были установлены фанерные макеты всадников, пушек и танков. Самолёты обстреливали эти макеты из пулеметов и кидали бомбы. Иногда самолёты бомбили лес по квадратам. Бомбы были учебные — бетонные 0,5 м и 500-килограммовые металлические боевые.
В конце 1930-х годов ВВС РККА переходят с бригадной структуры на дивизионно-полковую. В апреле 1938 года в Красногвардейске формируется 7-й истребительный авиационный полк 273-й истребительной авиадивизии, истребители И-153; аэродром частично использует базирующийся также в Сиверском 10-й бомбардировочный авиационный полк, бомбардировщики СБ.
В этот период связь на аэродроме обеспечивается 26-м гарнизонным узлом связи.

## Аэродром во время Второй мировой войны
В сентябре 1939 года 7-й истребительный авиаполк убывает для участия в Польском походе РККА.
В период Советско-финской войны на аэродроме базировался 10-й скоростной бомбардировочный авиационный полк (с 30.11.1939, 43 СБ). Бомбардировщики полка вылетали с аэродрома для нанесения ударов по территории Финляндии. Ответных ударов финской авиации по данному объекту не последовало.
В 1940 году, при перемещении войск РККА в Прибалтийские республики, 26-й гарнизонный узел связи убыл в Ригу; личный состав 10-й сбап и 123-й специальной авиационной мастерской (называемой к этому времени «авиационной базой») также были в июне подготовлены к отправлению в Прибалтику.
Осенью 1940 года в Красногвардейске в составе 41-й авиадивизии сформирован 201-й скоростной бомбардировочный авиационный полк, бомбардировщики СБ. Штаб дивизии из Старой Руссы переведён сюда же.
В июне 1941 года в Красногвардейске базируются также истребители И-16 156-го истребительного авиаполка 39-й истребительной авиадивизии.
После июня 1941 года истребители и бомбардировщики приняли участие в боях на приближающейся линии фронта. С конца июля, около месяца на аэродроме базировался прилетевший с оставленного аэродрома Торосово Волосовского района 202-й скоростной бомбардировочный авиаполк 41-й авиадивизии (самолёты СБ).
В течение всего августа 1941 года по аэродрому Красногвардейск наносит удары 26-я эскадра тяжёлых истребителей (ZG 26), двухмоторные истребители Bf 110, вылетавшие с площадки подскока Зарудинье (100 км к востоку от Чудского озера).

В конце августа 1941 года гитлеровцы подошли вплотную к Гатчине и начали обстреливать аэродром из минометов, а авиация противника приступила к массированным налетам на город. Времени на эвакуацию оставалось мало. Самолёты улетели, а техника, боеприпасы, все материальные ценности оставались в Гатчине. Автотранспорта не хватало. В первую очередь мы вывезли детей и ценное имущество. В последний момент я получил приказ от командира 57 БАО капитана A.M. Долгого подорвать основные объекты и взлетно-посадочную полосу с целью вывода аэродрома из строя. Так как взрывчатки у нас не было, мы решили использовать фугасные бомбы, которые не удалось вывезти. Мы расставили пятисоткилограммовые бомбы в шахматном порядке, поставили запалы и соединили бомбы бикфордовым шнуром. Для усиления взрыва в отдельных местах положили по нескольку бомб. И вот раздался мощный взрыв. В ближайших домах вылетели не только стекла, но и рамы. Покидая город, мы подожгли цистерну с бензином. На станции возник пожар. Фашисты около двух недель не могли привести аэродром в рабочее состояние.
— подполковник в отставке И. М. Середа, в то время старший лейтенант, командир автороты 57-го батальона аэродромного обслуживания (БАО)
После оставления Красногвардейска Красной армией 13 сентября 1941 года аэродром использовался немецкой авиацией. В октябре 1941-го здесь базировалась II группа 54-й истребительной эскадры люфтваффе, истребители Bf 109, сопровождавшие бомбардировщики при налётах на Ленинградский фронт и вылетавшие на свободную охоту.
В период оккупации на окраине лётного поля располагался также филиал концентрационного лагеря Durchganglager 154. Заключённые использовались на работах по ремонту и содержанию аэродрома.
29 октября Красногвардейск был включён в число главных задач 1-го минно-торпедного авиаполка КБФ, совершавшего до конца года удары дальними бомбардировщиками ДБ-3 по крупному железнодорожному узлу «Гатчина» и аэродрому.
В начале ноября разведывательной аэрофотосъёмкой ВВС Ленинградского фронта на аэродромах близ Ленинграда была замечена подготовка к большой бомбардировке «колыбели революции» 7 ноября 1941 года. А. Ждановым на основе этой информации был поднят вопрос о предотвращении налётов люфтваффе на Ленинград в дни революционного праздника. Штаб ВВС фронта разработал план ударов по аэродромам противника; была произведена доразведка целей и, 6 ноября, были нанесены удары ВВС РККА. В частности, девятнадцать истребителей тремя группами атаковали аэродром Красногвардейск. Сообщается об уничтожении ими пяти и повреждении восьми немецких самолётов. В ноябре, а также и позже — весной 1942 года, на аэродром Красногвардейск совершали налёты штурмовики Ил-2 174-го штурмового авиаполка (с марта 1942 года — 15-го гвардейского штурмового авиаполка).
В июне 1942 года в Линдеманнштадт (название, присвоенное городу оккупантами в 1942 году) прибывает I группа 54-й истребительной эскадры, командир — гауптман Г. Филипп, пополненная в Восточной Пруссии истребителями Bf 109 новых модификаций — G-2. Эти самолёты приняли участие в боях «по очищению Волховского котла».
Основная часть соединений Люфтваффе, действующих на данном участке фронта, базировалась на близлежащем Сиверском аэродроме, так как Красногвардейск (и аэродром, в том числе) подвергался обстрелу дальней артиллерии Ленинградского фронта — 101-й морской железнодорожной артиллерийской бригады под командованием генерал-майора И. Н. Дмитриева. Самыми мощными и дальнобойными в её составе были три батареи 180-мм (№ 12, 18 и 19) и одна 356-мм калибра (№ 11). Дальность стрельбы артиллерийских транспортеров ТМ-1-180, достигавшая 37 километров, позволяла наносить удары по немецкому аэродрому и по крупной железнодорожной станции «Гатчина». Для обстрелов Красногвардейска чаще всего привлекались 18-я и 19-я железнодорожные батареи, причем роль «первой скрипки» обычно играла 19-я батарея под командованием капитана В. Н. Мяснянкина. Для уменьшения противодействия противника одновременно со стрельбой 180-мм транспортера несколько батарей меньшего калибра вели огонь по ближайшим позициям немецкой артиллерии. Именно так, в частности, был организован удар по красногвардейскому аэродрому 10 июня 1942 года. В 2 час. 05 мин. один транспортер 19-й батареи открыл огонь по цели. Ещё три железнодорожные батареи навязали огневую дуэль вражеским орудиям, пытавшимся противодействовать стрельбе. По данным воздушной разведки результаты огневого налета были отличными. Все снаряды упали в районе цели, а три из них попали непосредственно в ангары. И по немецким данным, в этот день 1-я эскадрилья 54-й истребительной эскадры потеряла три машины. Были уничтожены связной самолёт Klemm Kl 35 (заводской номер 3060) и истребитель Bf 109F-4 (заводской номер 7631). Ещё один «мессершмитт» с «зеленым сердцем» на борту (заводской номер 13182) был тяжело поврежден и уже не подлежал восстановлению. 

Архивные материалы противника отмечают в 1942 году ещё два случая успешного обстрела аэродрома Линдеманнштадта советской артиллерией: 24 февраля был поврежден Bf 109F-2 из 1-й и 7 сентября — Bf 109G-2 из 3-й эскадрильи JG54. В первом случае материалы МО РФ не подтверждают факта обстрела аэродрома железнодорожной артиллерией КБФ. Возможна ошибка в указании даты. Не обстреливался аэродром и 7 сентября. Однако в этот день 19-я батарея вела огонь по станции «Гатчина-Балтийская», которая находится рядом с аэродромом. В данном случае, вероятно, помог известный закон рассеивания. Видимо, отклонившийся снаряд упал в районе аэродрома и повредил истребитель.
Естественно, что при обстрелах страдала не только техника, но и личный состав подразделений люфтваффе. Так, 5 сентября 1942 года при артобстреле был убит один зенитчик 766-го легкого резервного зенитного дивизиона, а через десять дней, 14 сентября, при аналогичных обстоятельствах понес потери 361-й резервный зенитный дивизион. На этот раз снова один человек погиб, а ещё четверо были ранены.
С сентября по декабрь 1942 года здесь базируется III группа 1-й эскадры пикирующих бомбардировщиков, самолёты Ju 87D.
В 1943 году в Линдеманнштадте находятся самолёты Ju 87D I группы 3-й штурмовой эскадры.
В январе 1943 года базирующаяся здесь I группа 54-й истребительной эскадры люфтваффе, перевооружена истребителями FW 190.
Весной 1943 на аэродром прибыла легкобомбардировочная группа 1-го Воздушного флота (Stoerkampfgruppe Luftflotte I), сформированная по примеру частей советских ночных бомбардировщиков У-2, состоявшая из устаревших лёгких бомбардировщиков и учебных самолётов, взятых из различных летных школ люфтваффе: Ar 66, Go 145, Не 45, Не 46 и W 34. Чтобы с большим эффектом использовать эти лёгкие машины, имевшие незначительный радиус действия, их надо было расположить как можно ближе к линии фронта. Поэтому вполне естественно, что группу разместили на передовом аэродроме в Линдеманнштадте.
9 апреля, когда на летном поле Красногвардейска опять стали рваться советские снаряды 19-й железнодорожной батареи, легкобомбардировочная группа лишилась двенадцати легких бомбардировщиков. Были уничтожены восемь Не 46 (заводские номера 261, 323, 327, 404, 706, 755, 1154, 1227) и четыре Ar 66 (заводские номера 279, 1005, 1223, 1227).
В июле—августе 1943 года на аэродроме базировалась II группа 1-й эскадры пикирующих бомбардировщиков, самолёты Ju 87B.
Осенью 1943 на аэродром прибыли новые устаревшие самолёты; с которыми 18 октября легкобомбардировочная группа была переформирована в 3-ю ночную группу поддержки сухопутных войск, укомплектованную самолётами Ar 66, FW 58, He 46 и Go 145. В декабре 1943 эта группа убыла отсюда в Дно.
С 14 января 1944 года аэродром Красногвардейска подвергался периодическим ударам авиации Ленинградского фронта и Балтийского флота в ходе операции «Январский гром» — по окончательному снятию блокады Ленинграда.
26 января 1944 года Гатчина (с 23 января 1944 город вновь получил такое название) была освобождёна Красной армией. В феврале—мае на аэродроме базировались пикирующие бомбардировщики Пе-2 58-го Краснознамённого бомбардировочного авиаполка 276-й бомбардировочной авиационной дважды Краснознамённой Гатчинской орденов Суворова и Кутузова дивизии и истребители Як-9 27-го гвардейского истребительного авиационного Выборгского полка — наносившие удары по противнику на направлениях Луги и Кингисеппа.
Также, в этот период Гатчинский аэродром используется Особой авиагруппой Разведуправления Генштаба Красной армии. Капитан Соколов и капитан Груздин на самолёте Do 215, закупленном в Германии в 1940 году в числе других образцов военной техники, совершают отсюда ночные разведывательные вылеты за линию фронта, преимущественно, в районы Новгорода и Кречевиц, производят выброску оперативных групп и грузов для них. Полёты были результативными, но весьма опасными при нахождении над освобождённой территорией: красные звёзды на этом самолёте по ночам были не видны, а вот силуэт «Дорнье» и характерные звуки немецких двигателей наши зенитчики узнавали...
К лету 1944 года линия фронта значительно удалилась; бомбардировщики перебазировались в Прибалтику. 27-й гв иап в июне 1944 года принимал участие в Выборгской наступательной операции. Летом 27-й гв. иап был перевооружён на истребители «Спитфайр» модификации LF IXE. В августе-сентябре 1944 года «Спитфайры» прикрывают советские войска в Эстонии, во время проведения Прибалтийской наступательной операции, с октября 1944 года участия в боевых действиях не принимают — 27-й гв. иап охраняет небо Ленинграда.

## Мирный период

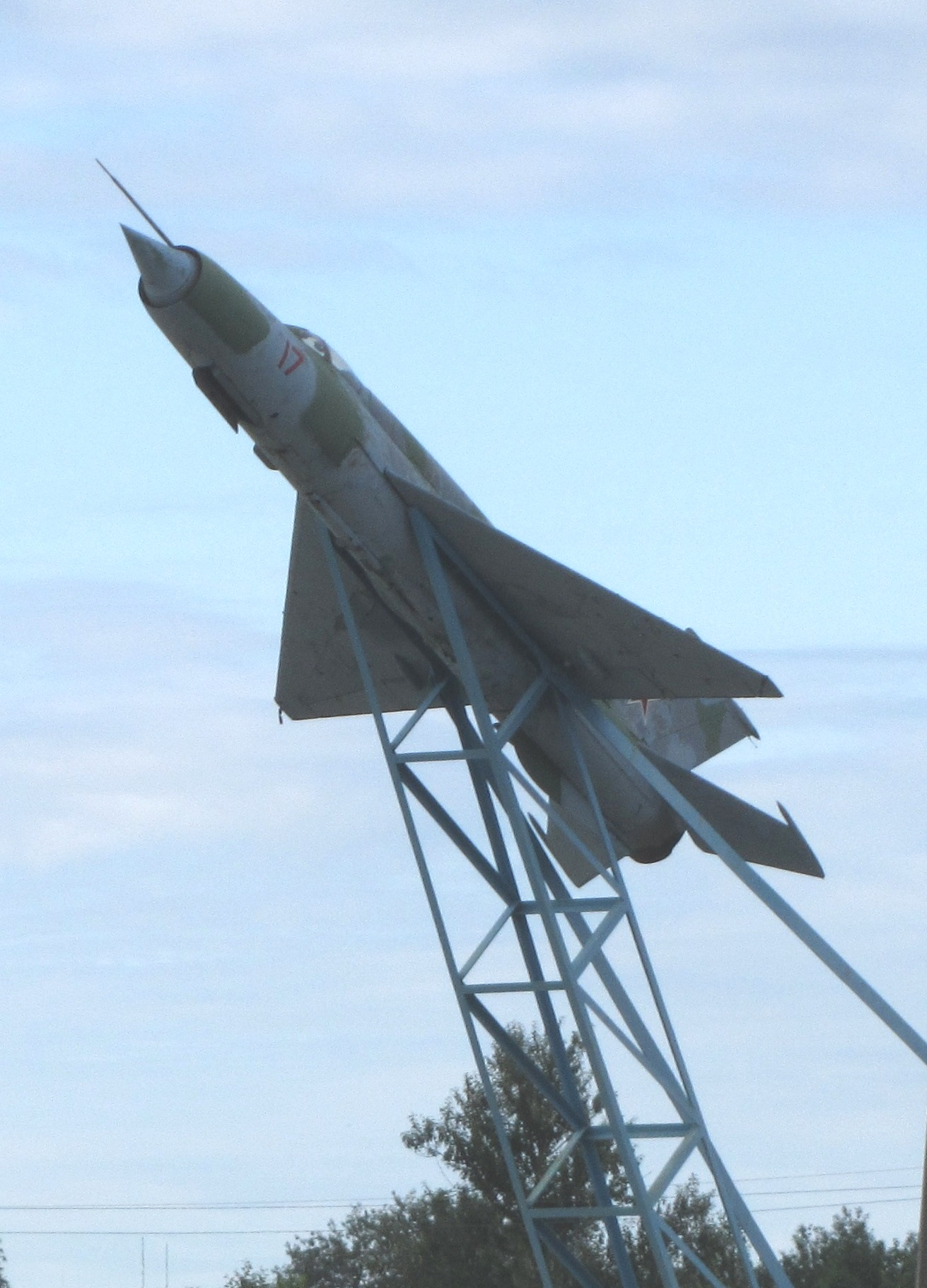
Памятник на лётном поле — МиГ-21

После войны началась интенсивная летная подготовка и освоение аэродрома. К тому времени на вооружение поступили МиГ-15бис и МиГ-17. Шли годы, летчики оттачивали своё мастерство. В 26-м гвардейском истребительном полку, базировавшемся в это время на гатчинском аэродроме, одно время служил будущий космонавт № 2 Герман Титов.

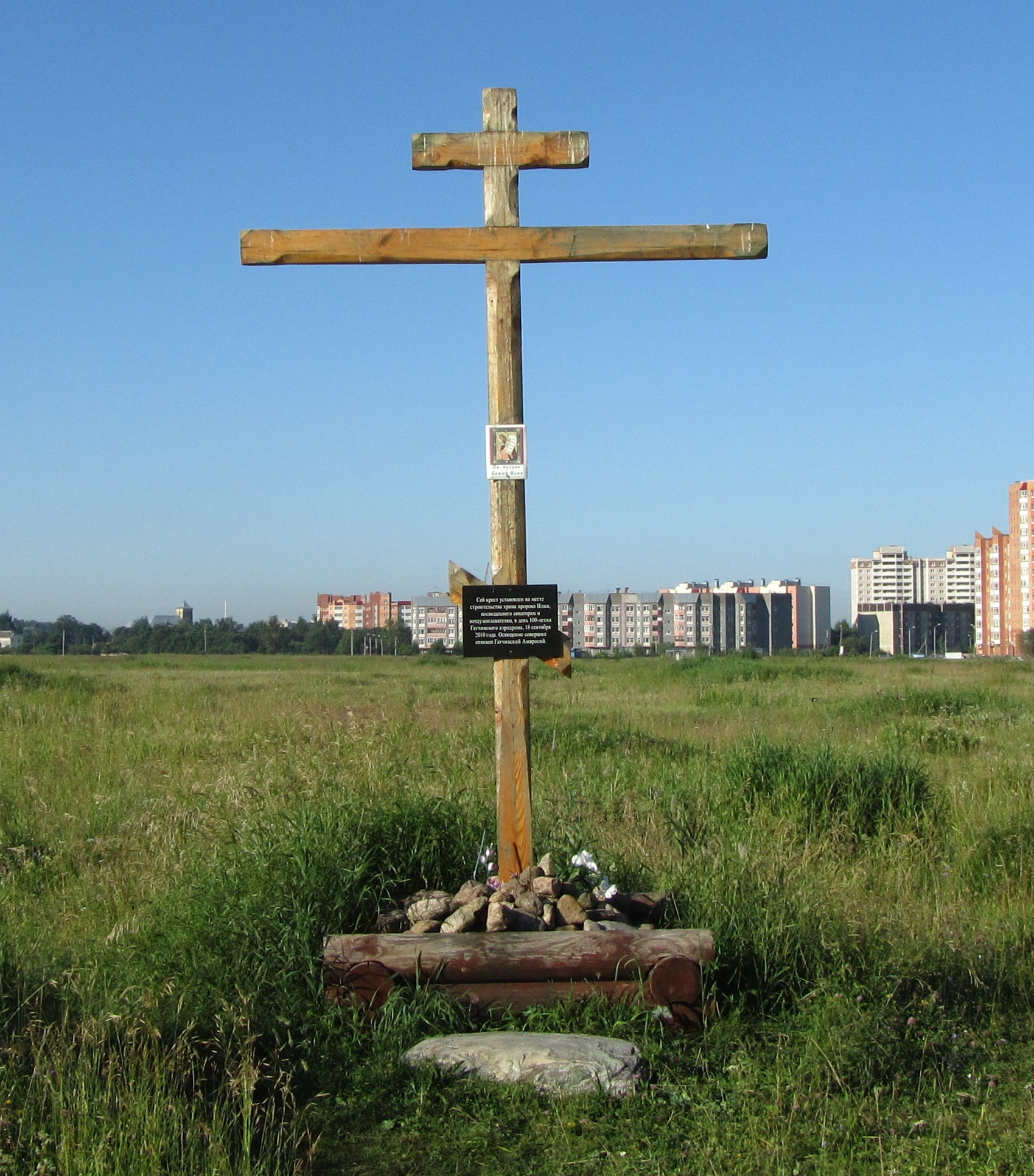
Крест на лётном поле; надпись на табличке: «Сей крест установлен на месте строительства храма пророка Илии, посвящённого авиаторам и воздухоплавателям, в день 100-летия Гатчинского аэродрома, 18 сентября 2010 года. Освящение совершил епископ Гатчинский Амвросий»

В 1950—1951 годах с целью «обеспечения летных испытаний наземной и бортовой аппаратуры радиотехнических систем навигации и посадки» при ВВС Ленинградского военного округа была образована отдельная летно-испытательная группа, которая была придана НИИ-33. Вскоре она была переформирована в 9-й отдельный летно-испытательный отряд (ОЛИО, командир И. В. Зайдель) и в 1952 году переведена на Гатчинский аэродром.
В 1962 году 9-й ОЛИО был преобразован в 169-ю отдельную летно-испытательную авиационную эскадрилью (ОЛИАЭ). Увеличилось не только количество техники и личного состава, но и объём работы расширилась её тематика. В мае 1963 года 169-я ОЛИАЭ была переведена на Сиверский аэродром.
С 1963 года Гатчинский аэродром использовался самолётами сельскохозяйственной авиации, рассеивавших в весенне-летнюю пору удобрения и ядохимикаты на поля местных колхозов и совхозов.
В начале 70-х годов Госстроем РСФСР был объявлен конкурс на проект жилого района в г. Гатчина. Первое место завоевал коллектив молодых архитекторов и инженеров института «ЛенНИИпроект» во главе с В. Назаровым и Э. Ефановым. По Генеральному плану Гатчины, утверждённому в 1972 году, территория бывшего аэродрома была отведена под застройку, и с конца 70-х годов здесь развернулось жилищное строительство.

## Оставшиеся элементы аэродрома
К настоящему времени сохранились остатки ИВПП (используются местной автошколой), и рулёжных дорожек (две рулёжные дорожки с реконструированным покрытием стали проезжей частью улицы Генерала Кныша и улицы Новосёлов), подъездных и внутриаэродромных дорог (местами просматривается сохранившееся булыжное покрытие), служебное здание (теперь это — дом № 30 на улице Генерала Кныша), развалины отдельных ангаров, небольших зданий служебно-технической застройки.
Существует эскадрильское здание (напротив Балтийского вокзала), бывшее в хорошем состоянии, но утратившее свой исторический облик из-за переделки новыми владельцами с пристройкой этажа-мансарды.
На территории торгового комплекса «Вимос» сохранилось здание гаражей автороты БАО (улица Киевская, 37а) с незначительными переделками.
Существуют также используемые и в настоящее время здания жилой и казарменной застройки, ранее принадлежавшие аэродрому.
Элементы лётного поля

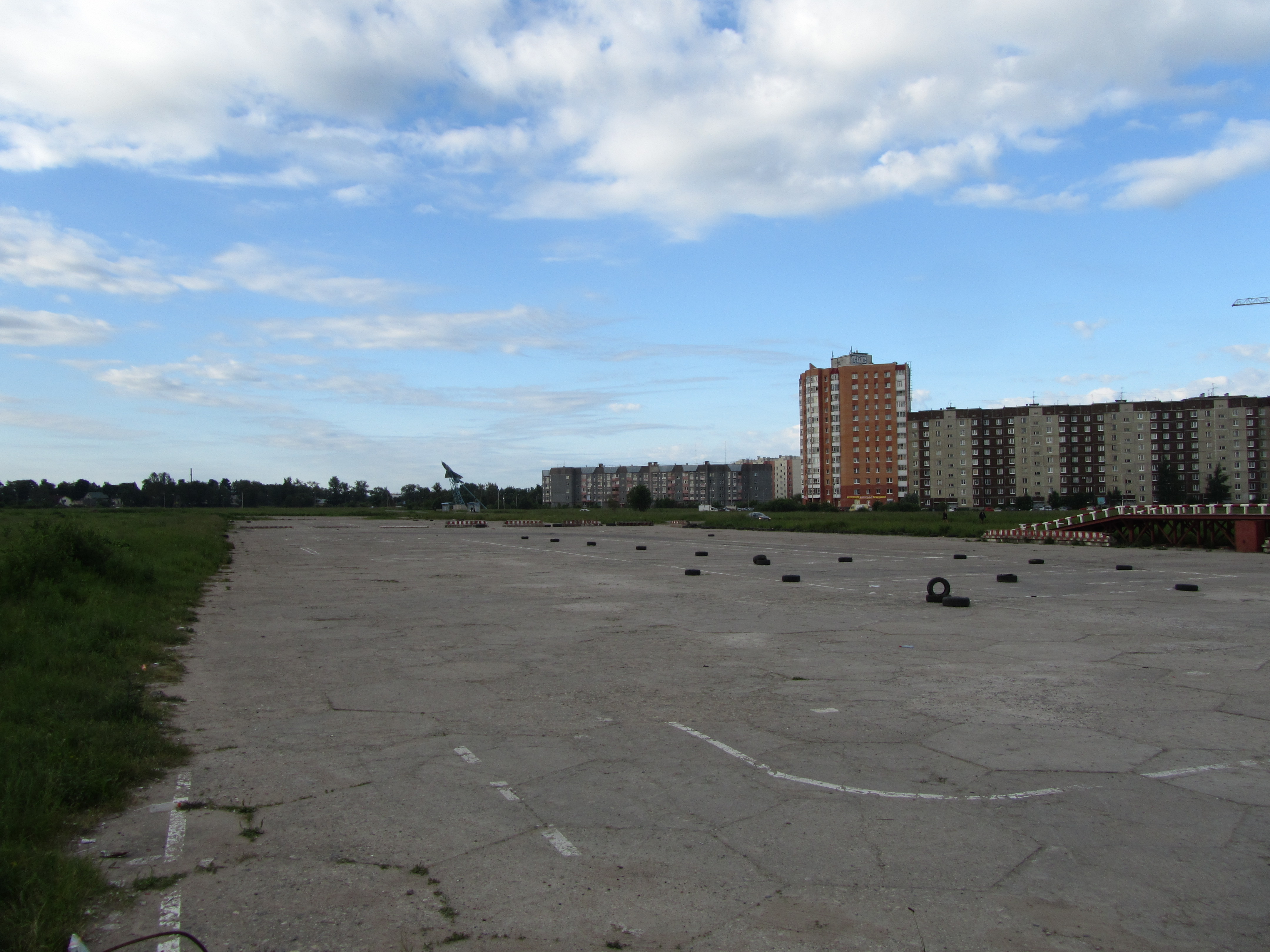
Остатки ИВПП
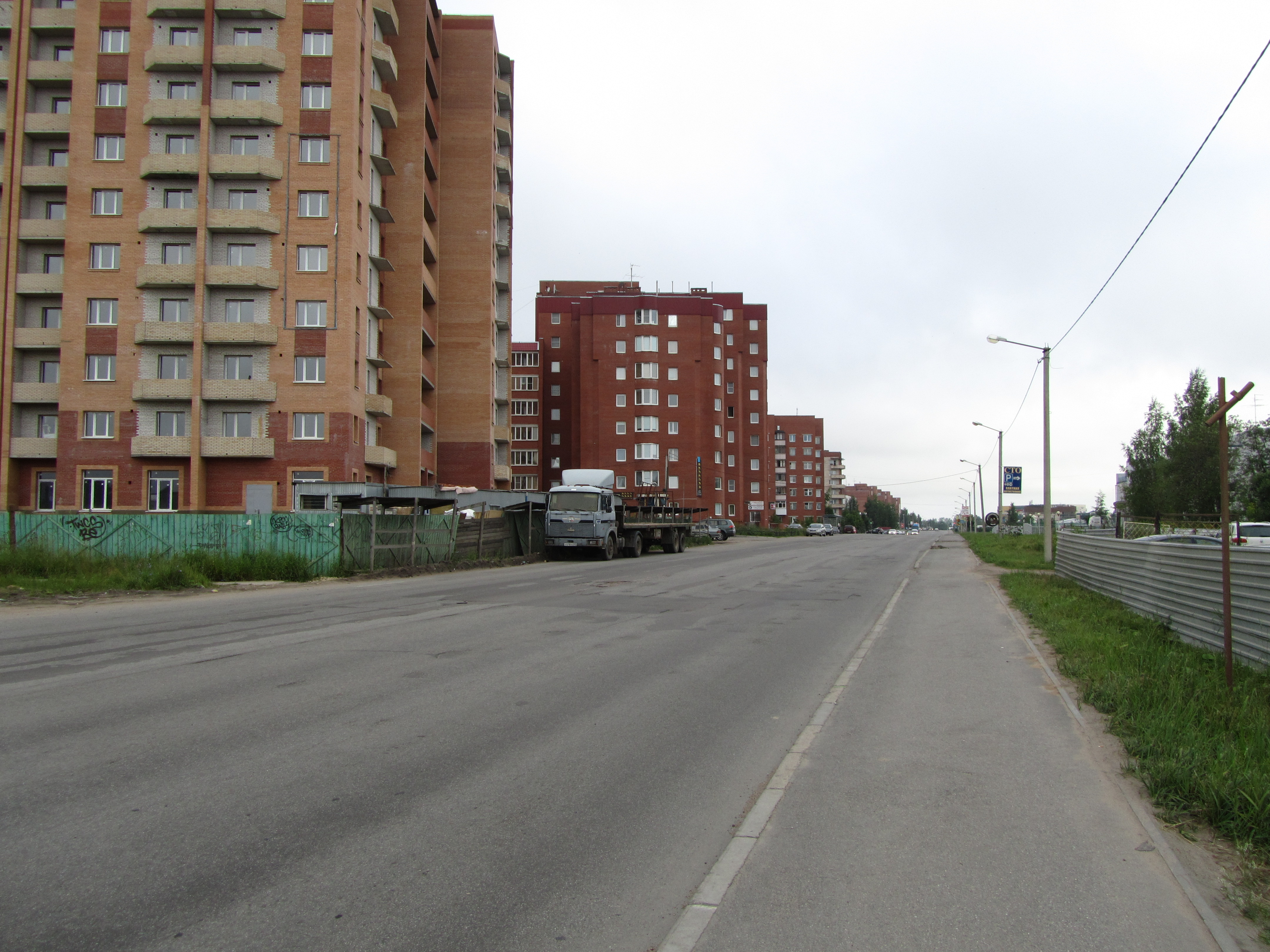
Рулёжная дорожка параллельная железной дороге; сегодня - улица Генерала Кныша
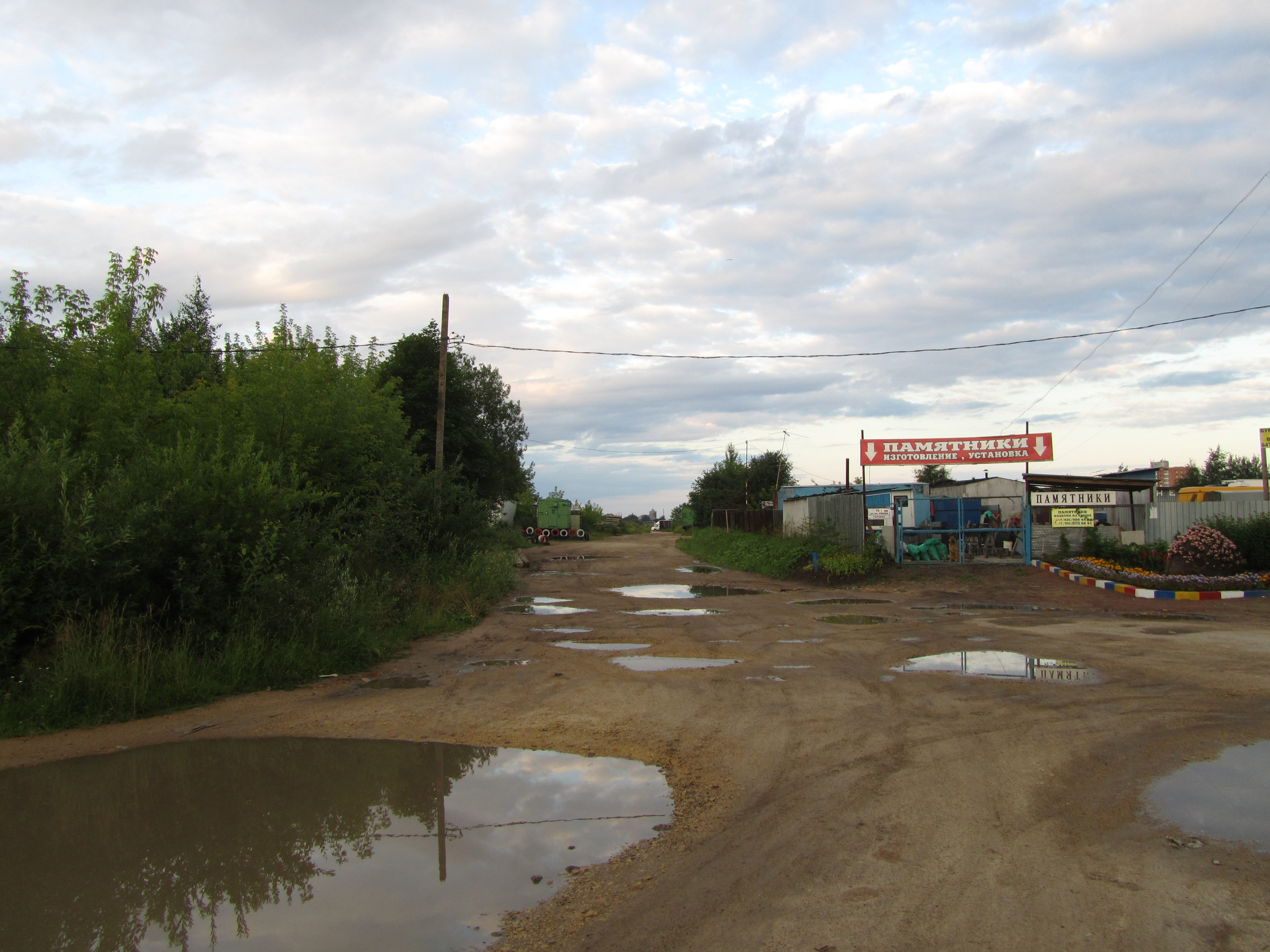
Рулёжная дорожка, параллельная Киевскому шоссе
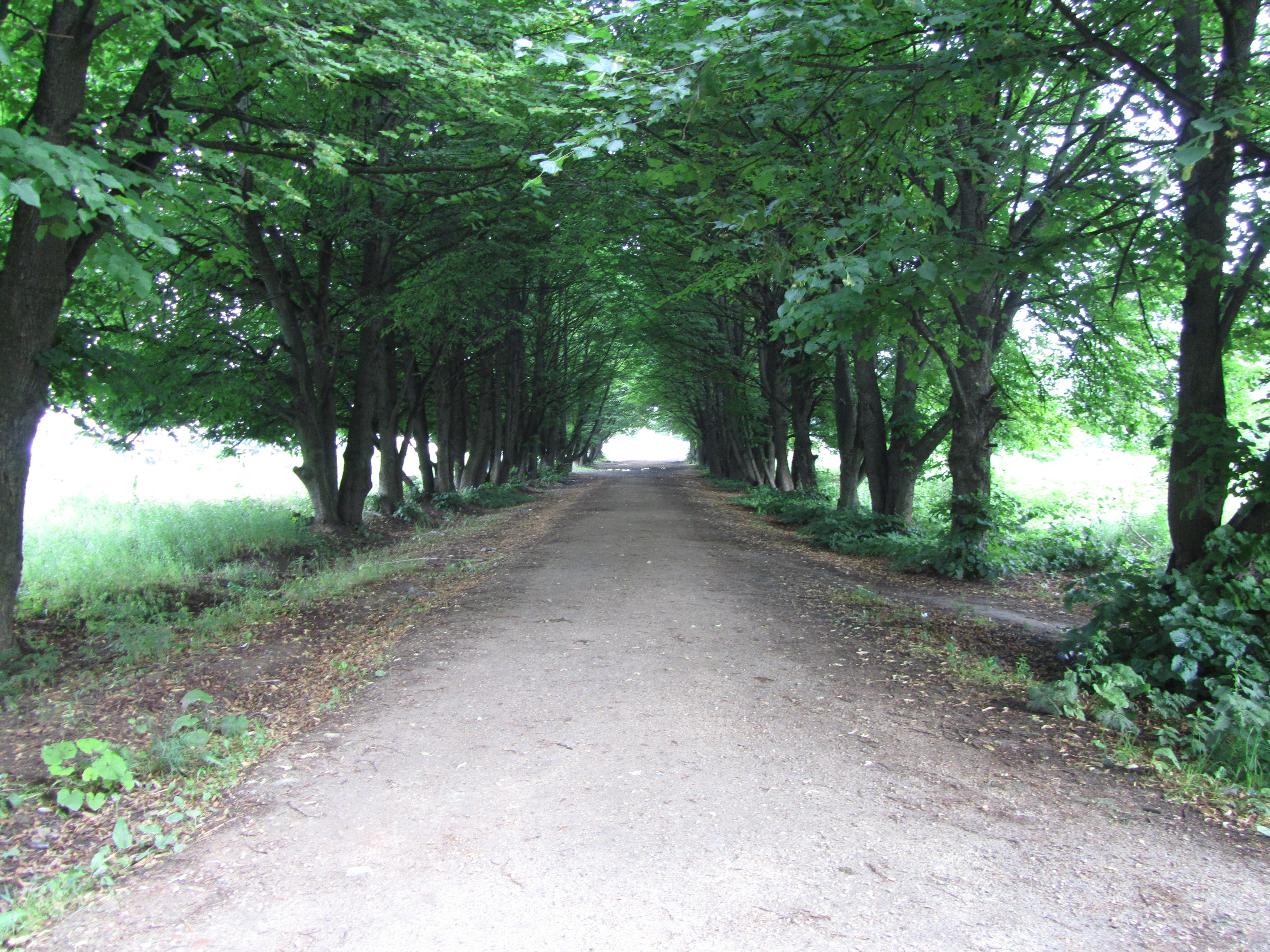
Внутриаэродромная дорога (деревья - послевоенная посадка)
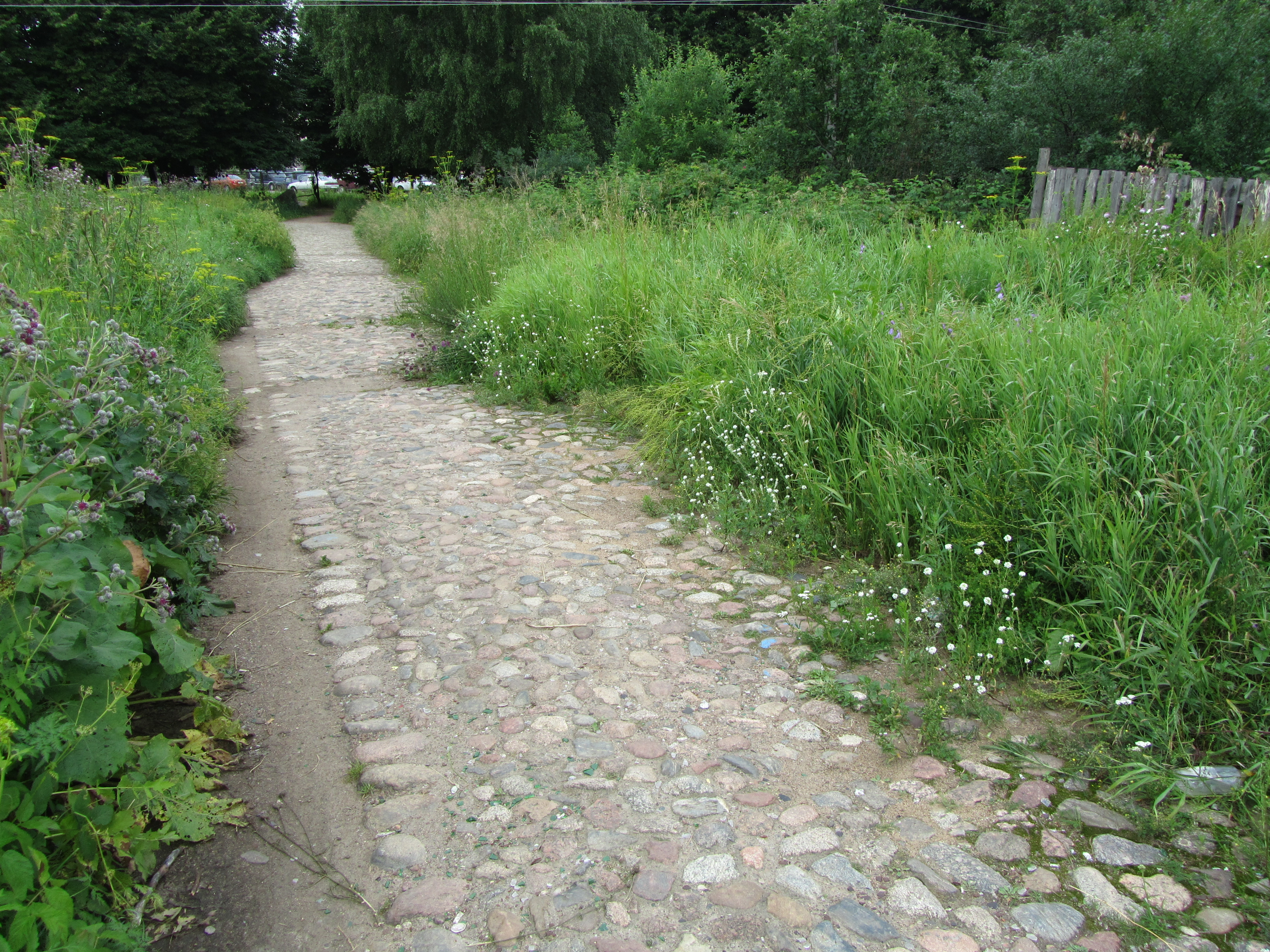
Подъездная дорога

Служебно-техническая застройка аэродрома

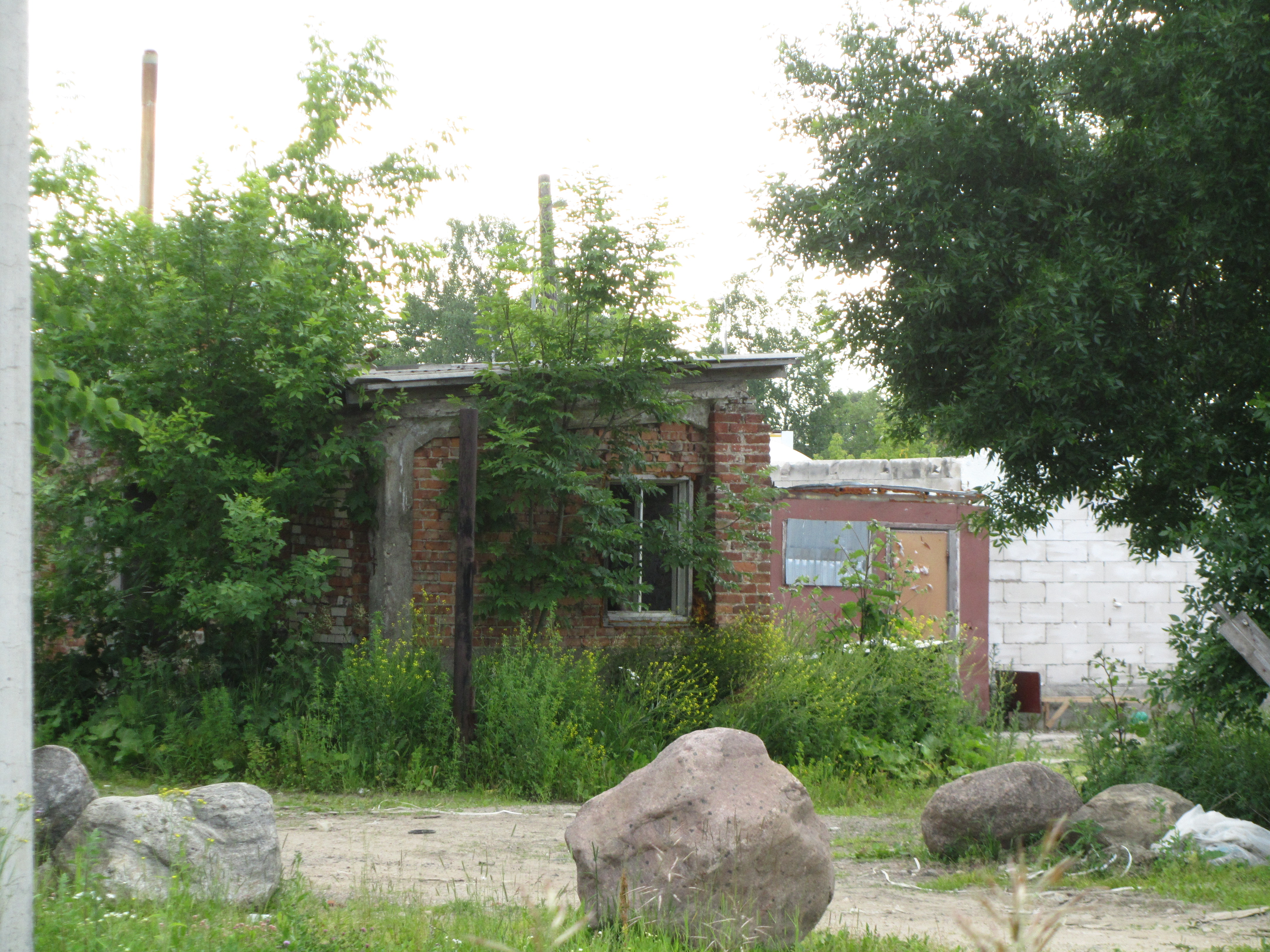
КПП
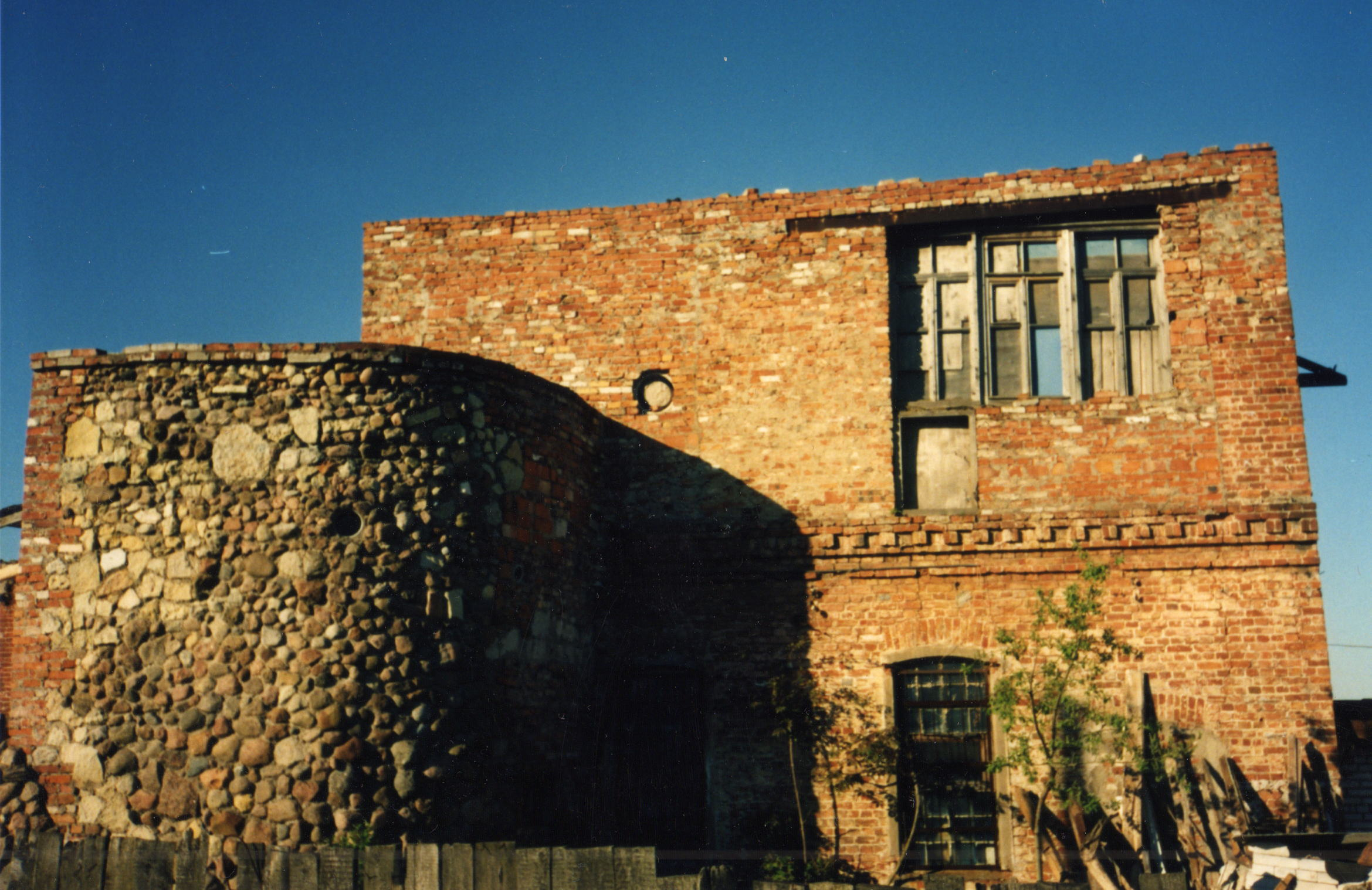
Угол ангара, 2001
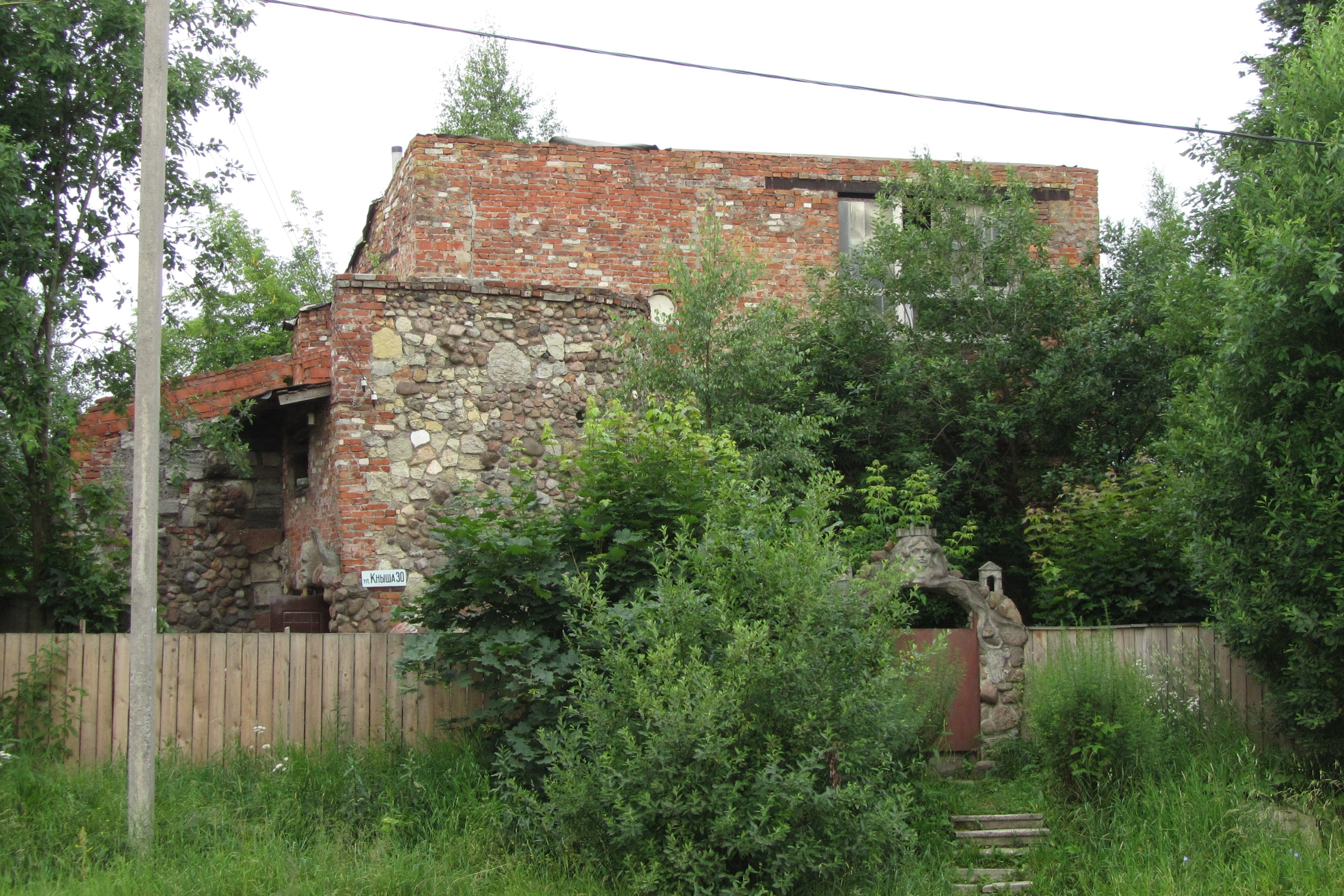
Угол ангара, 2013
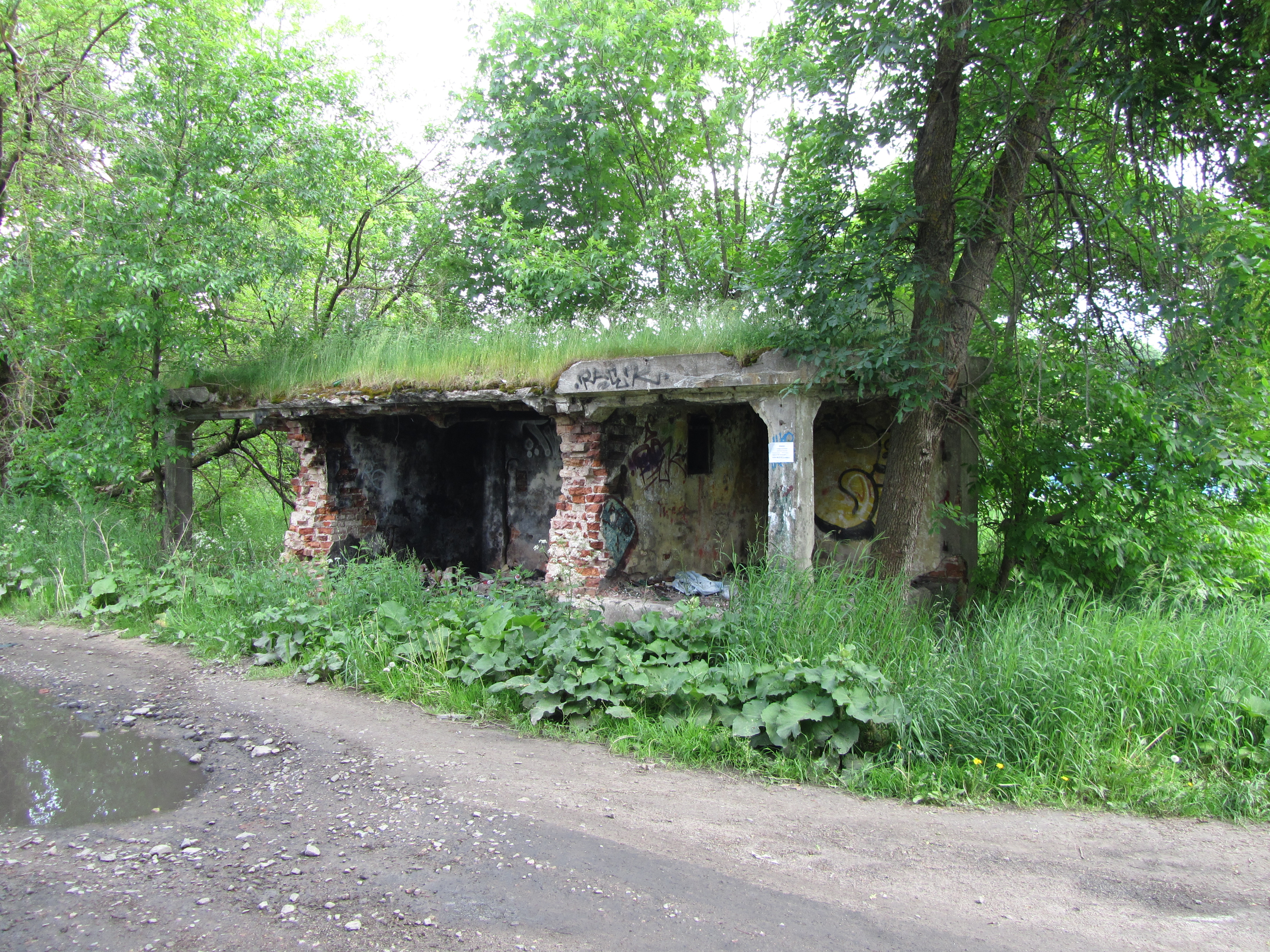
Караульное помещение
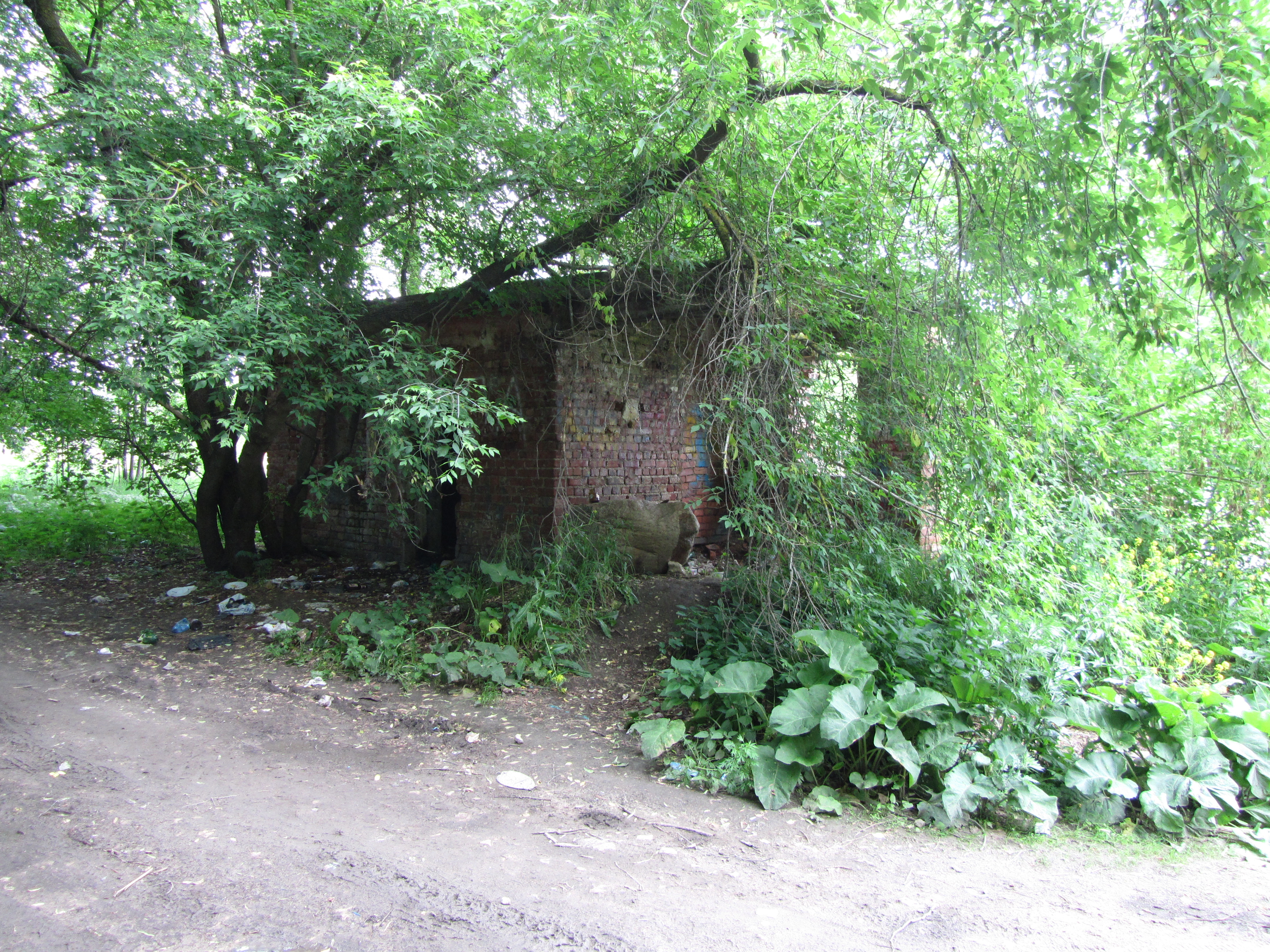
Караульное помещение
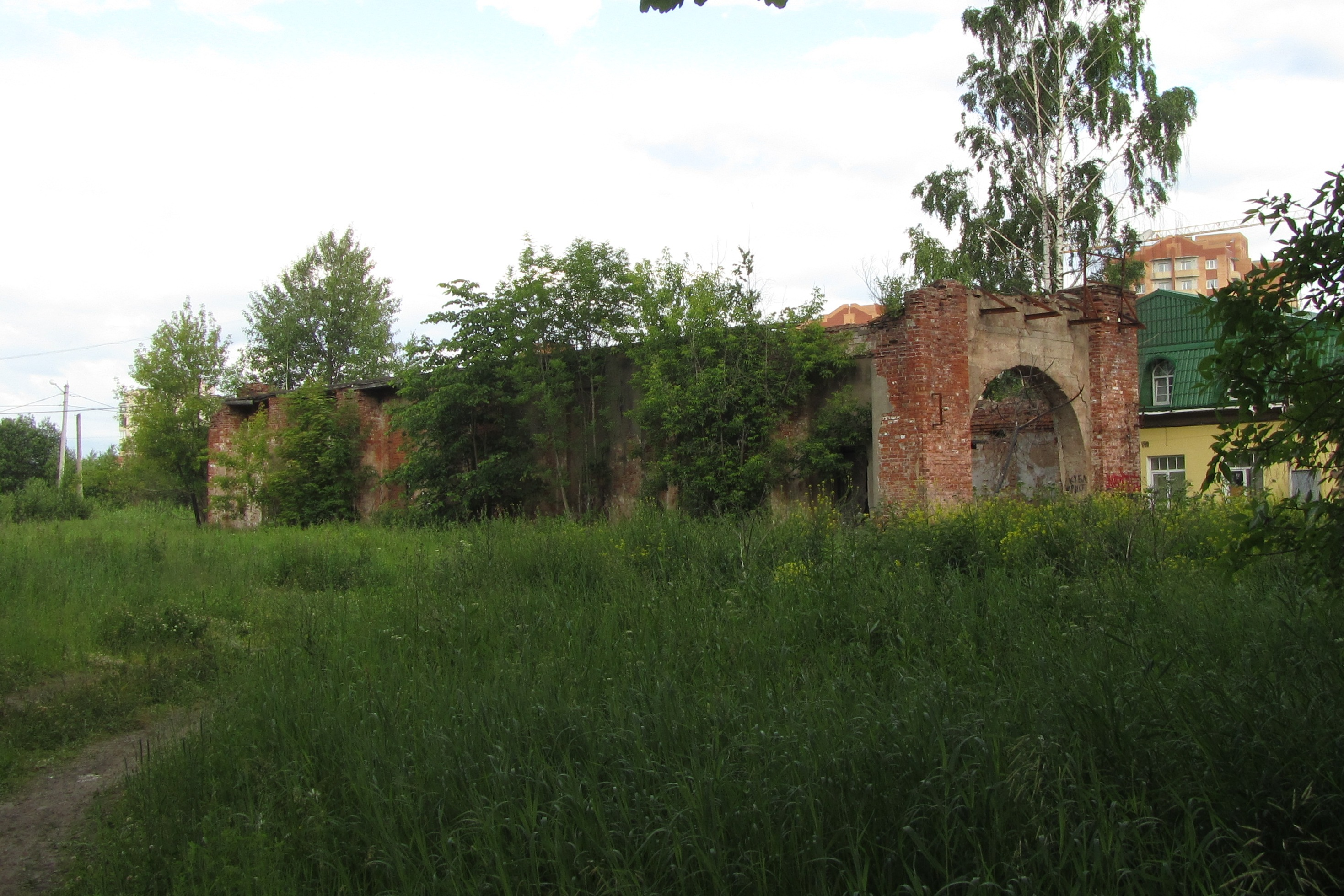
Развалины ангара
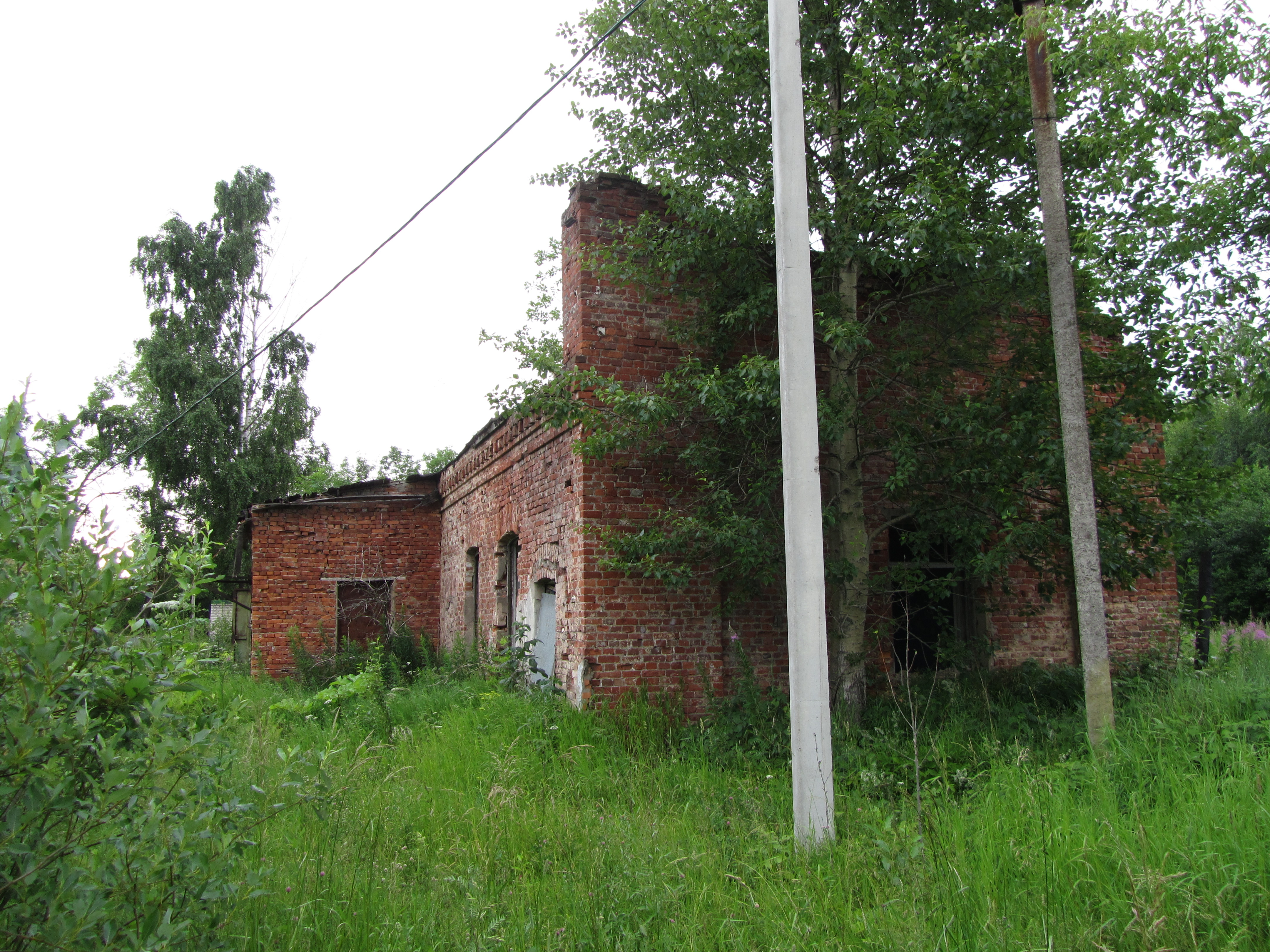
Развалины ангара
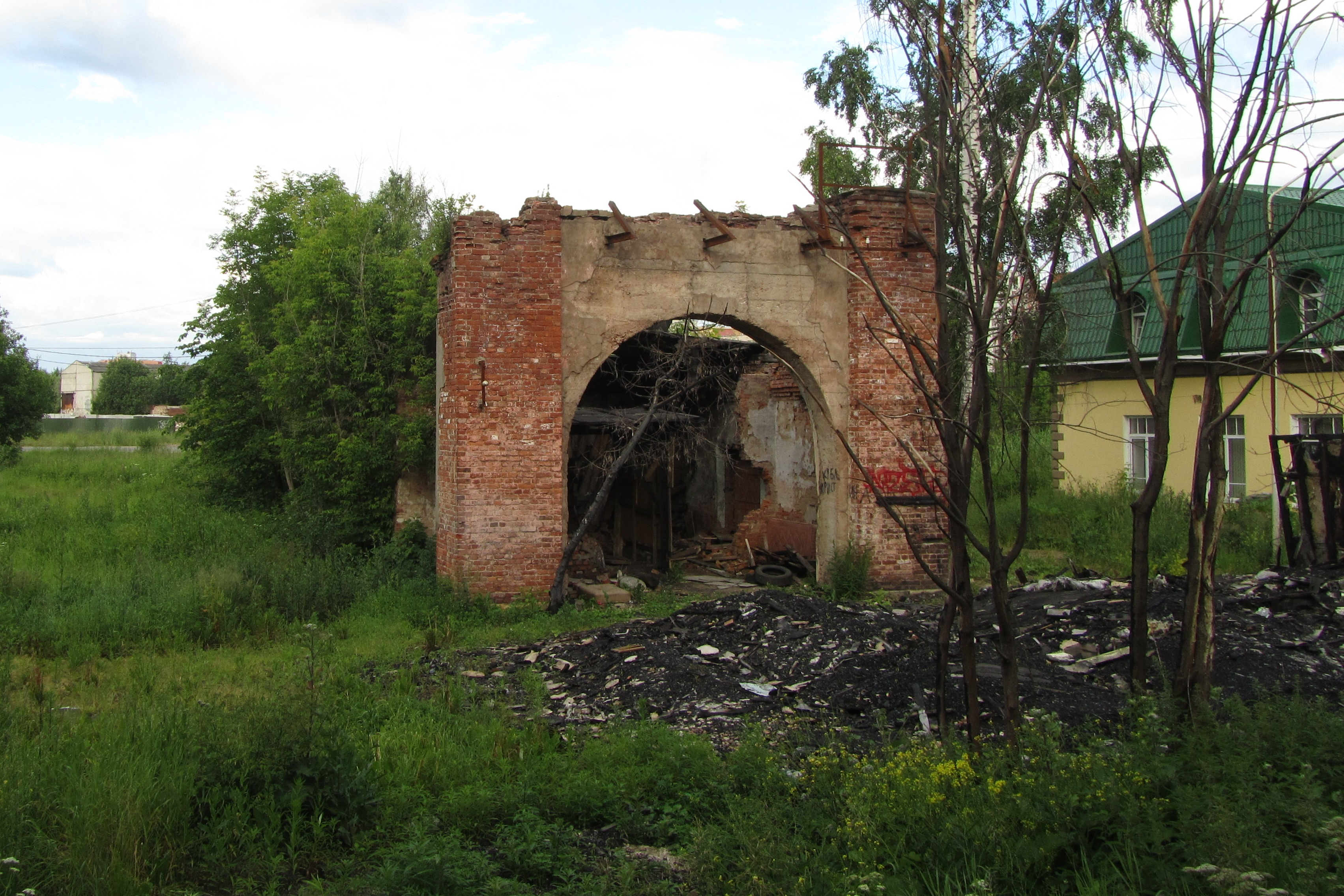
Развалины ангара
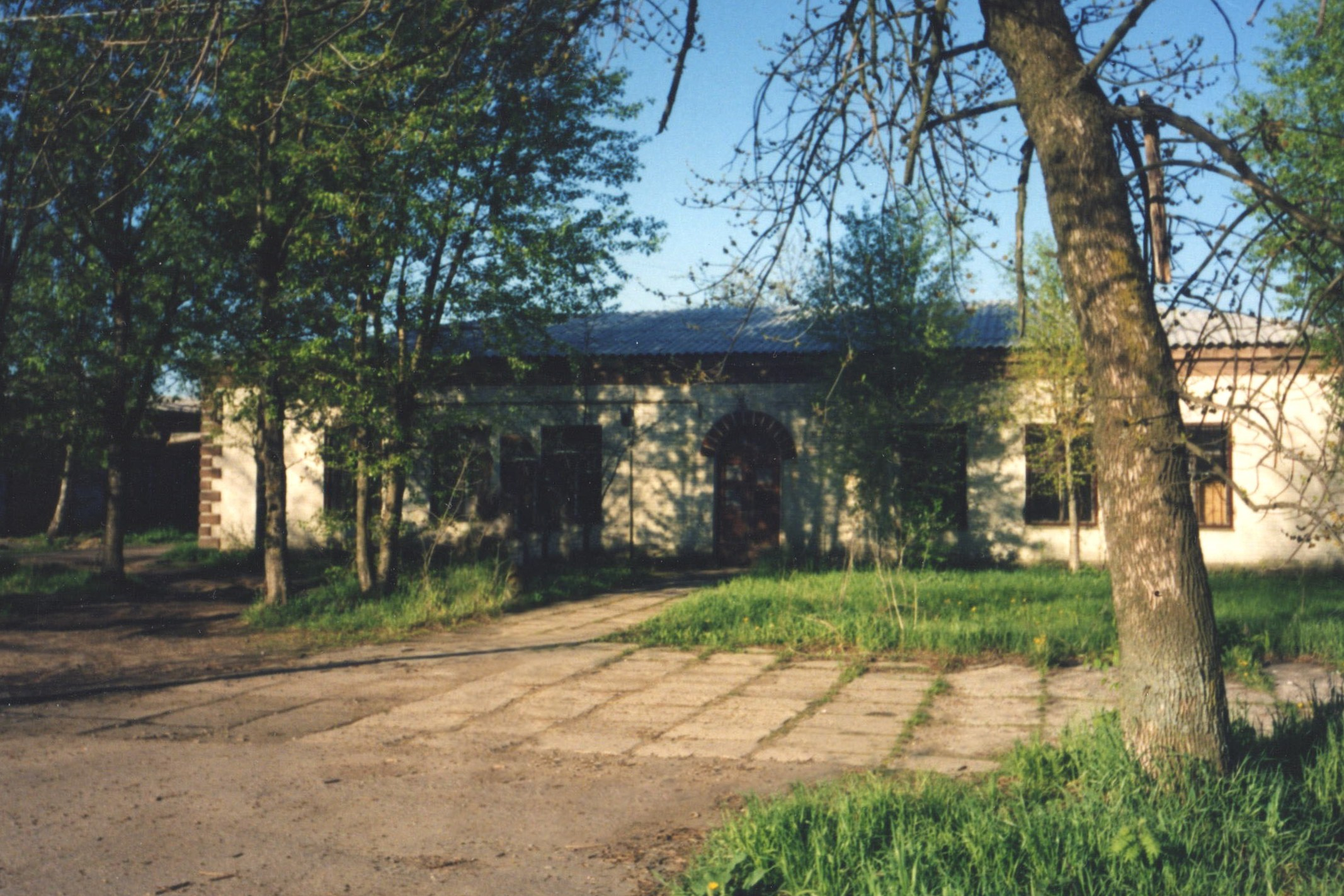
Эскадрильское здание, 2001
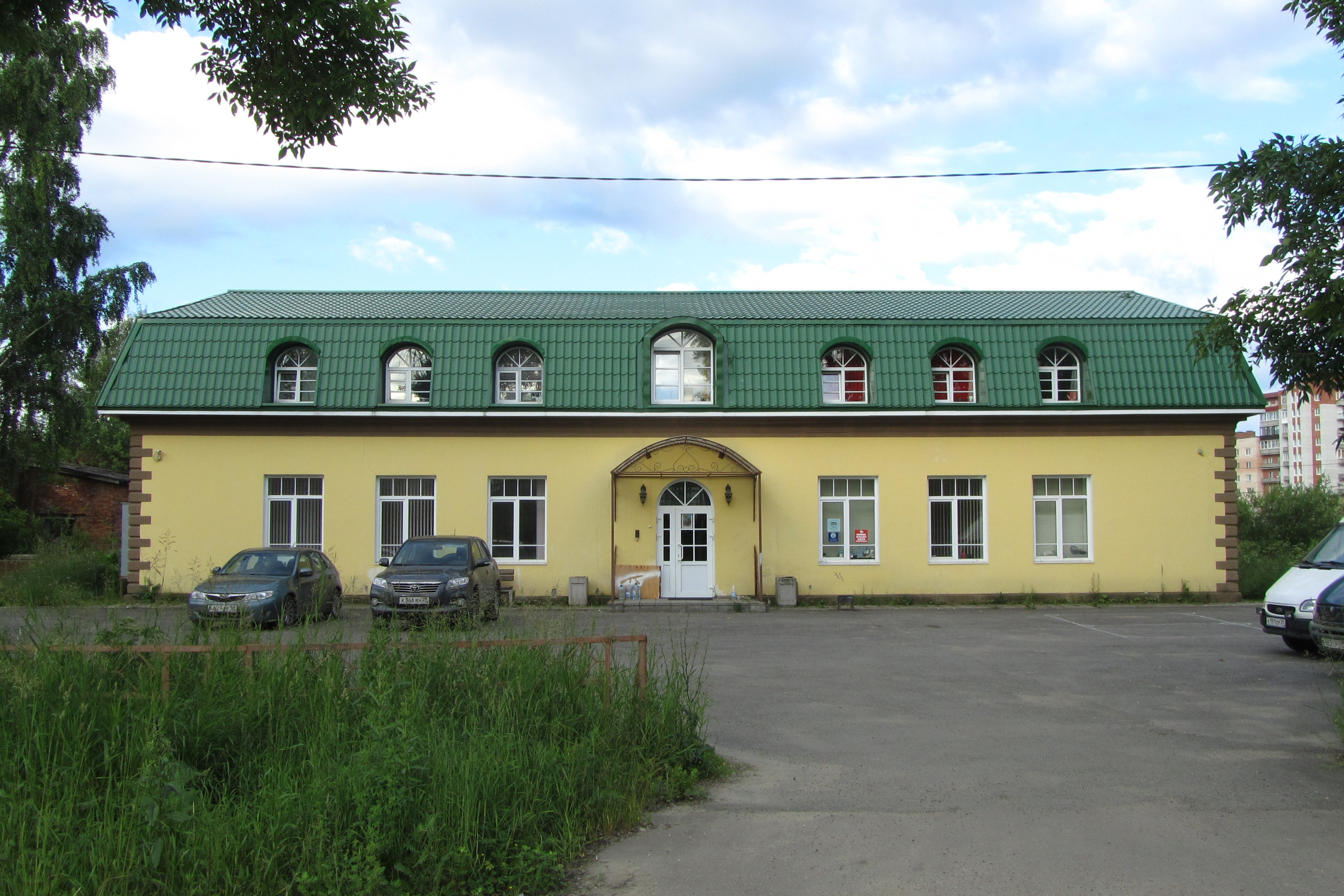
Эскадрильское здание 2013
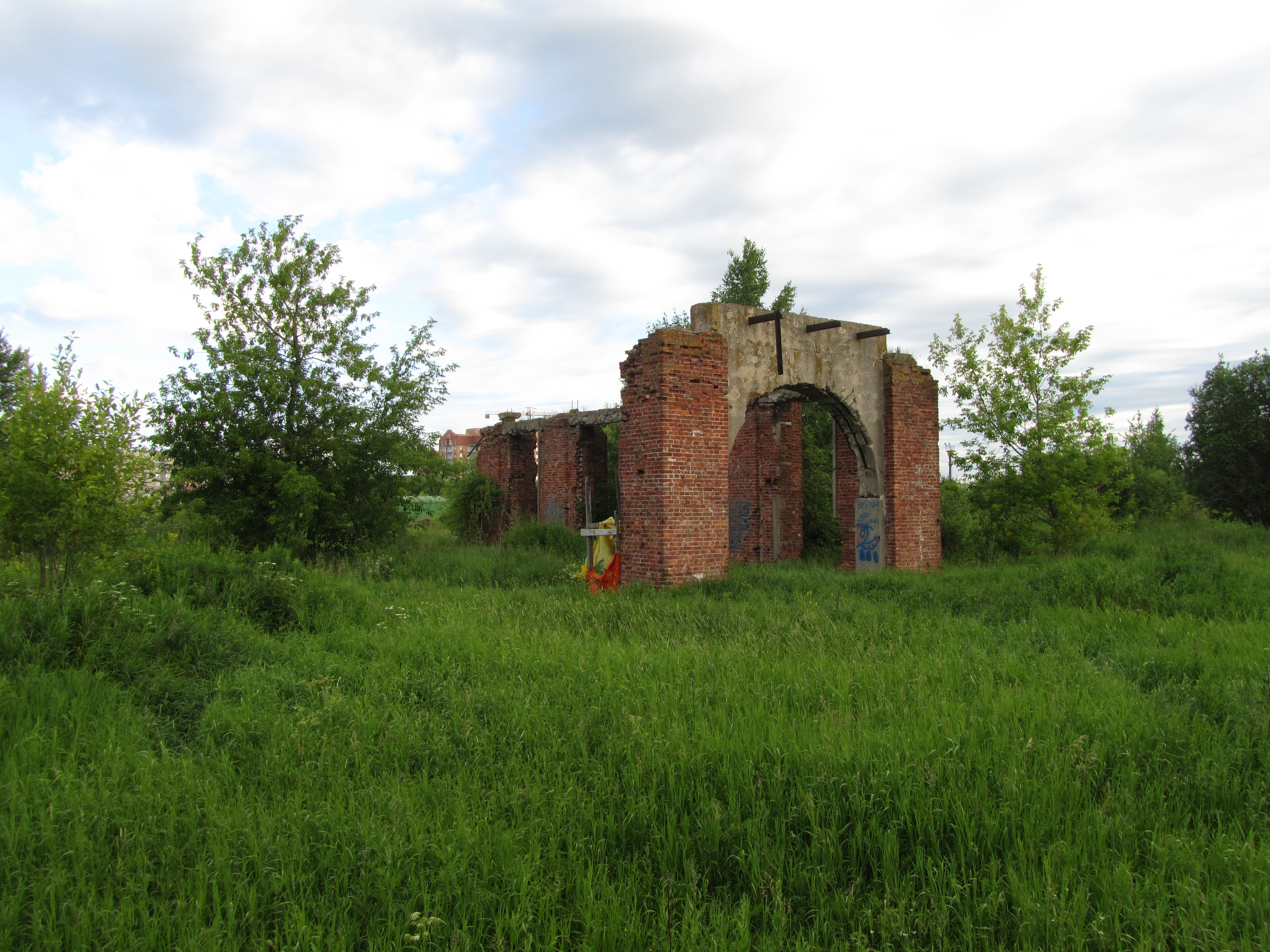
Развалины ангара
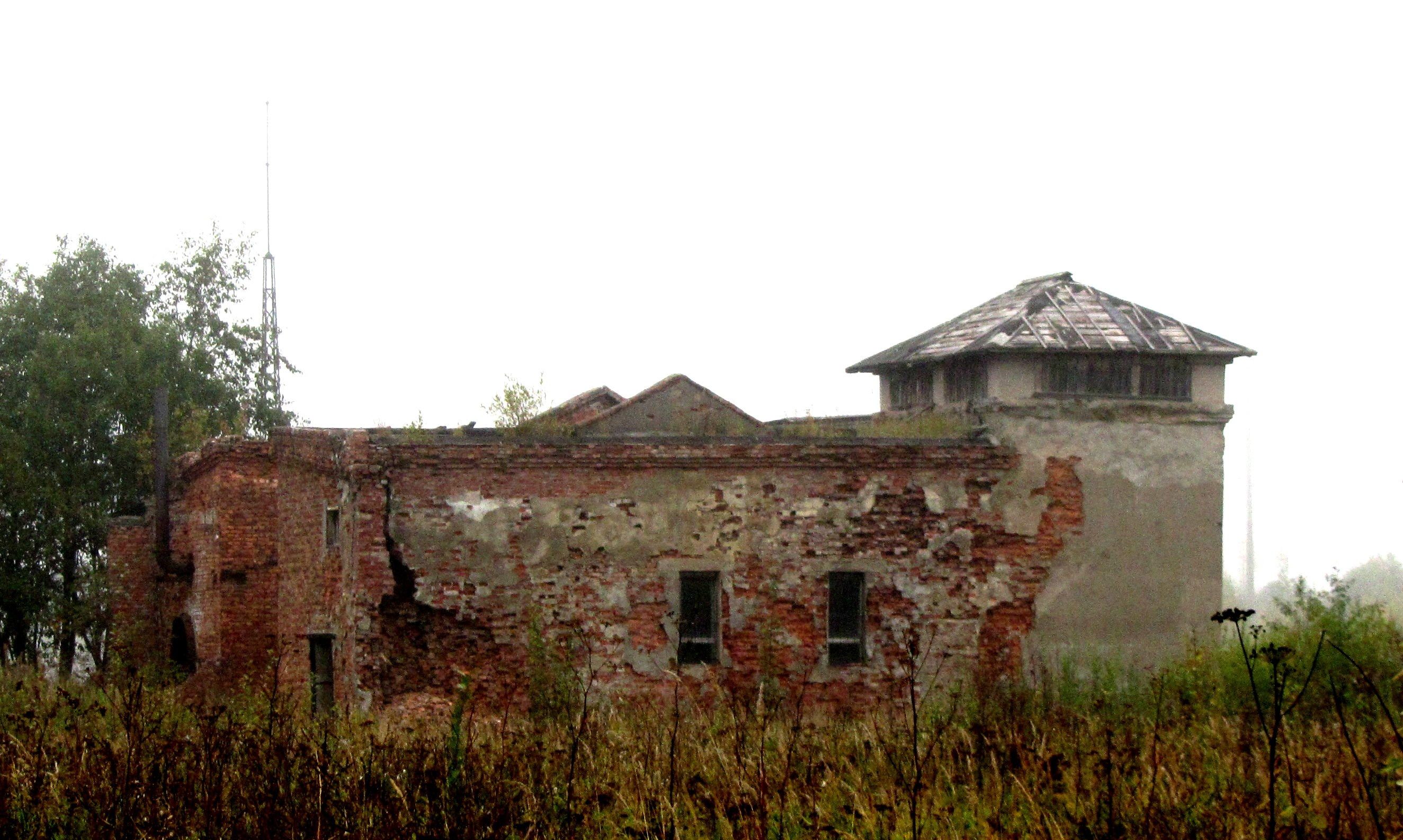
Пожарное депо
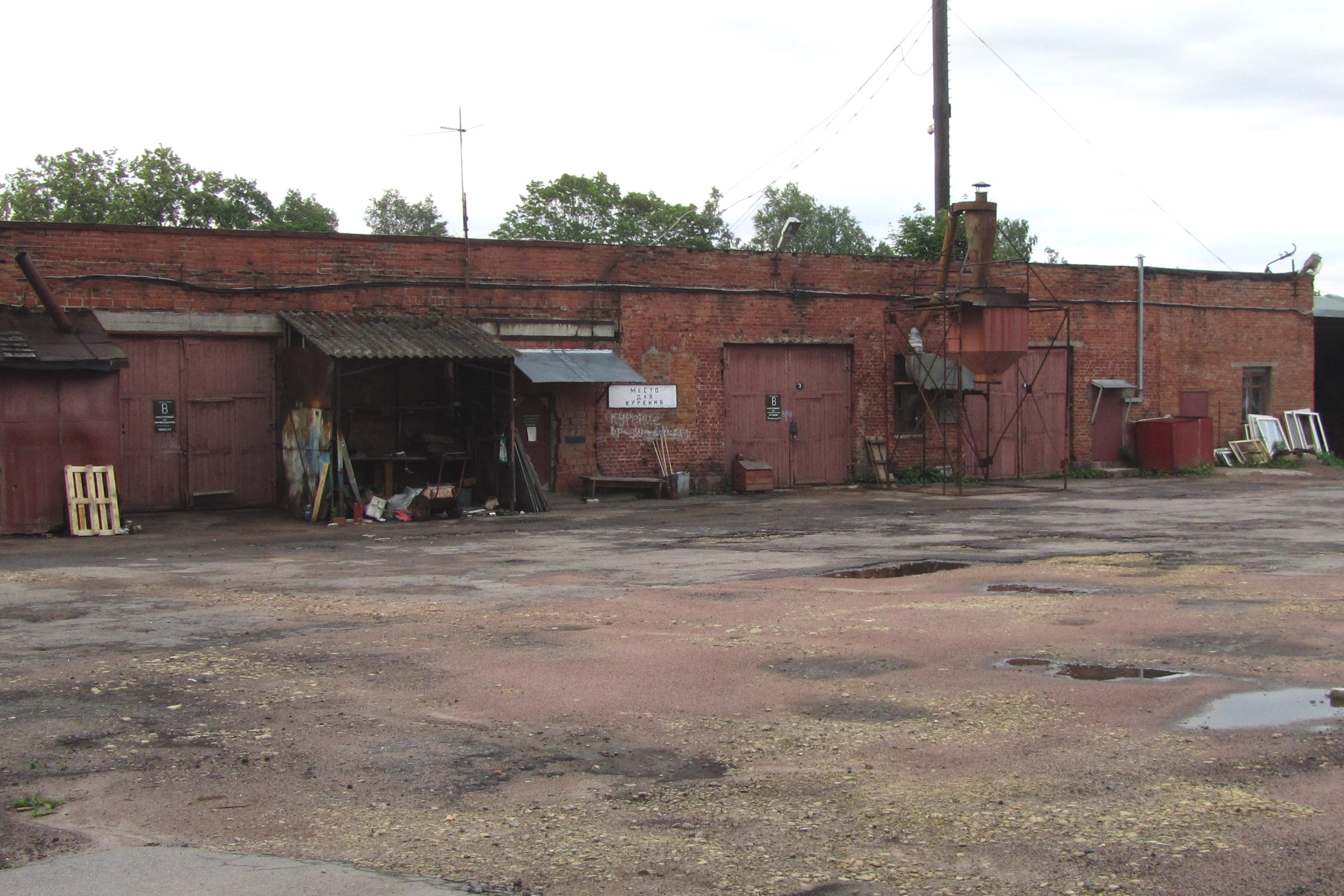
Гаражи автороты батальона аэродромного обслуживания
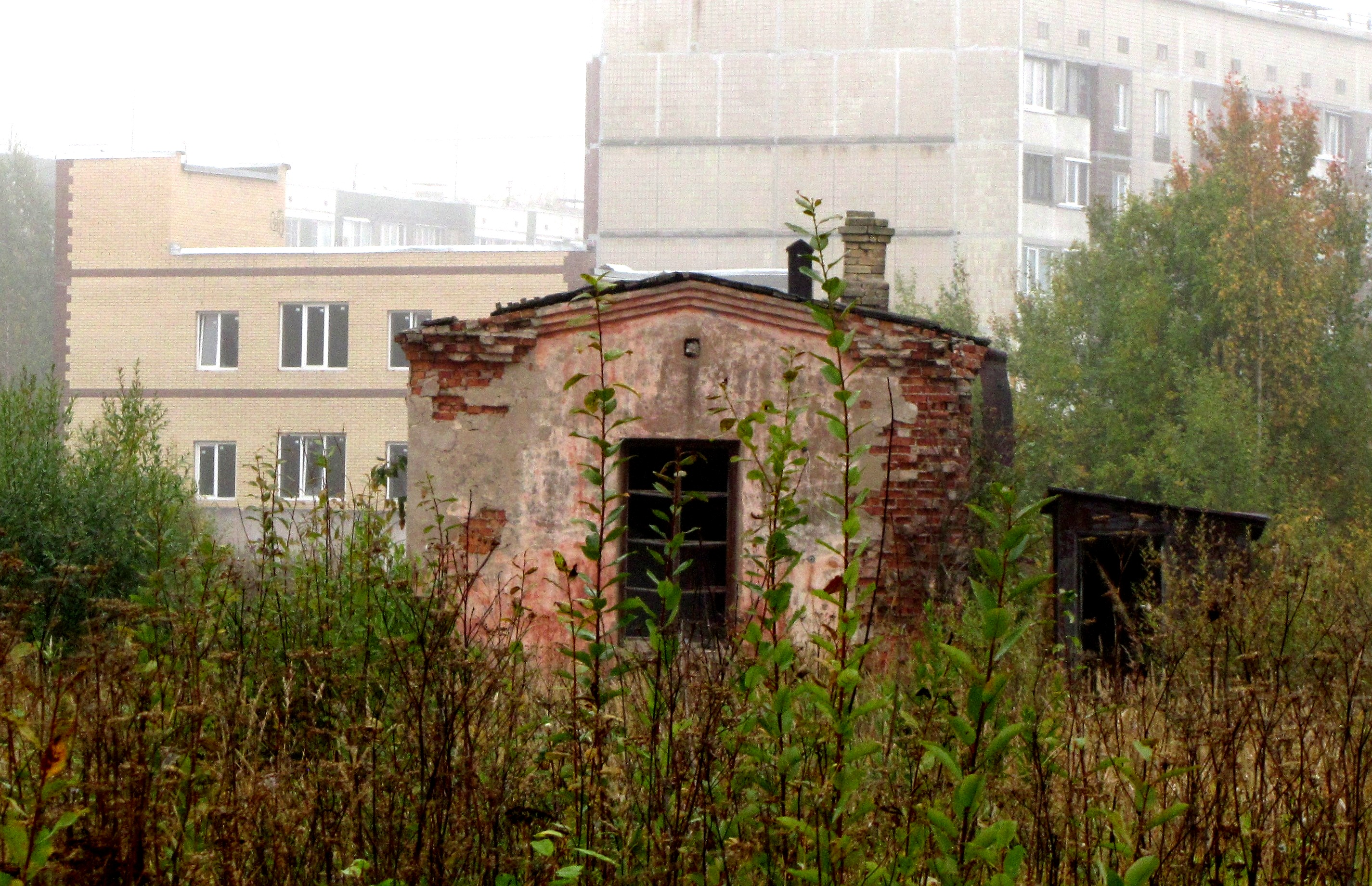
Здание СТЗ
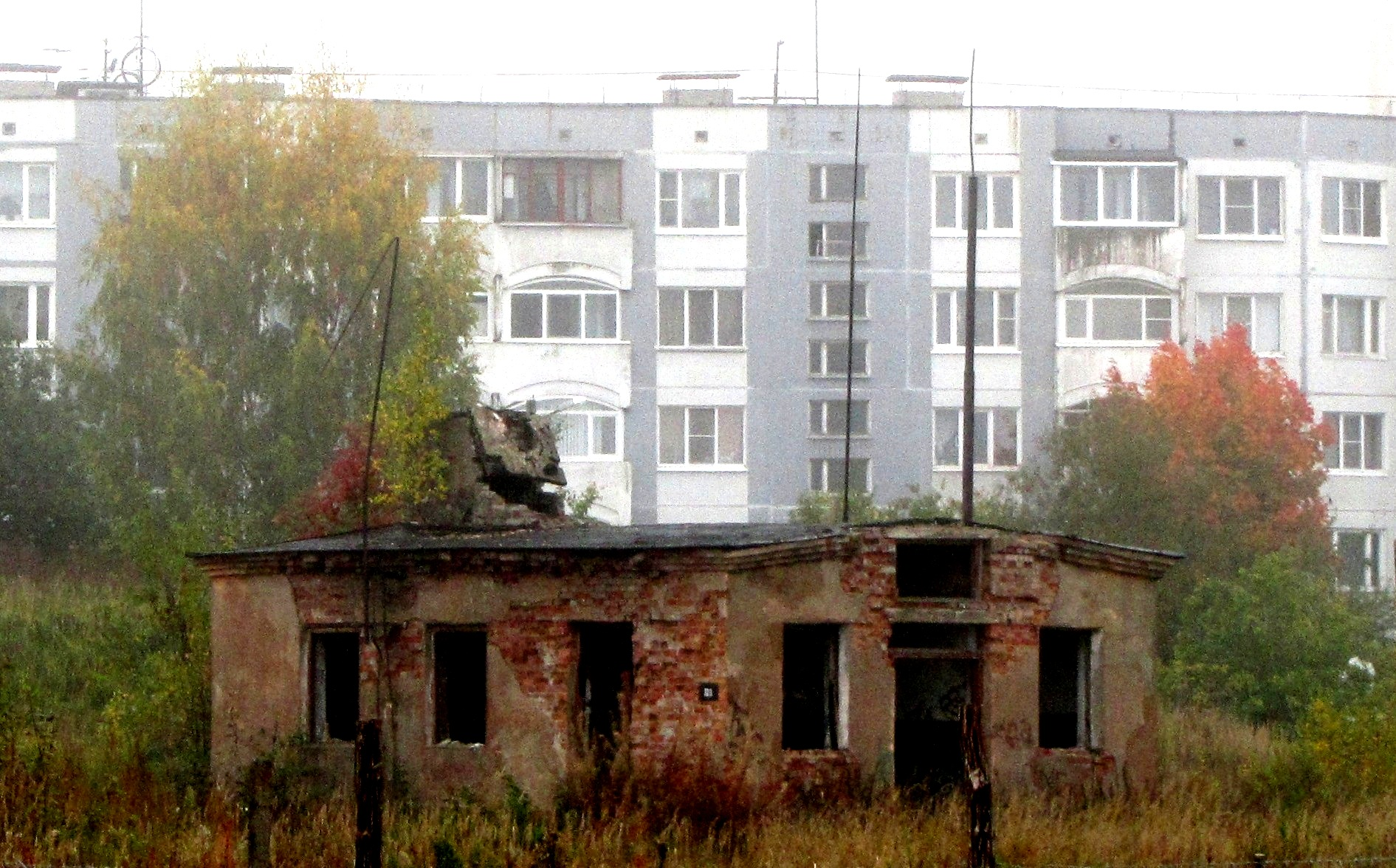
Руины застройки склада ГСМ
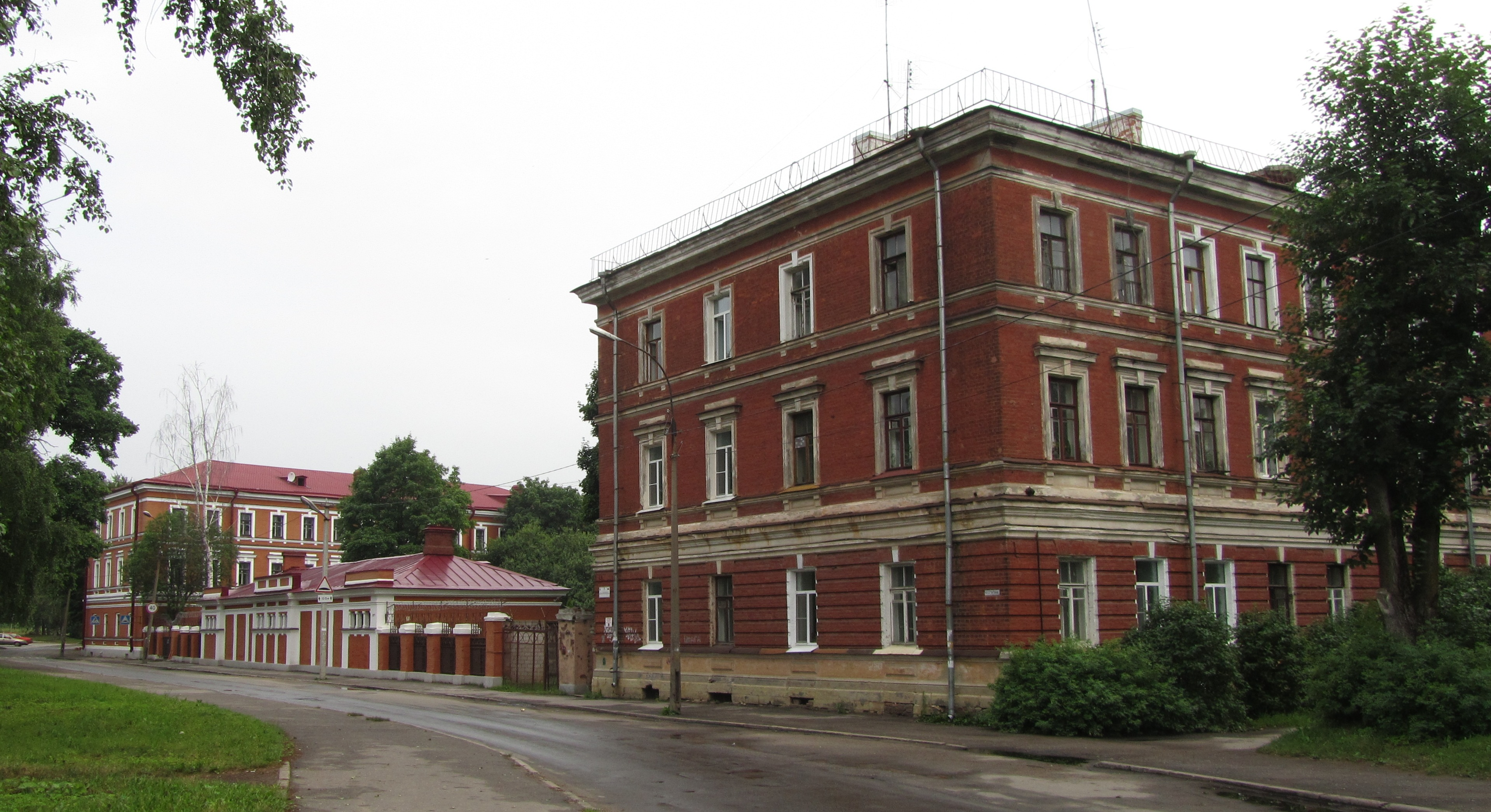
Здания авиаремонтных мастерских - "рембаза"
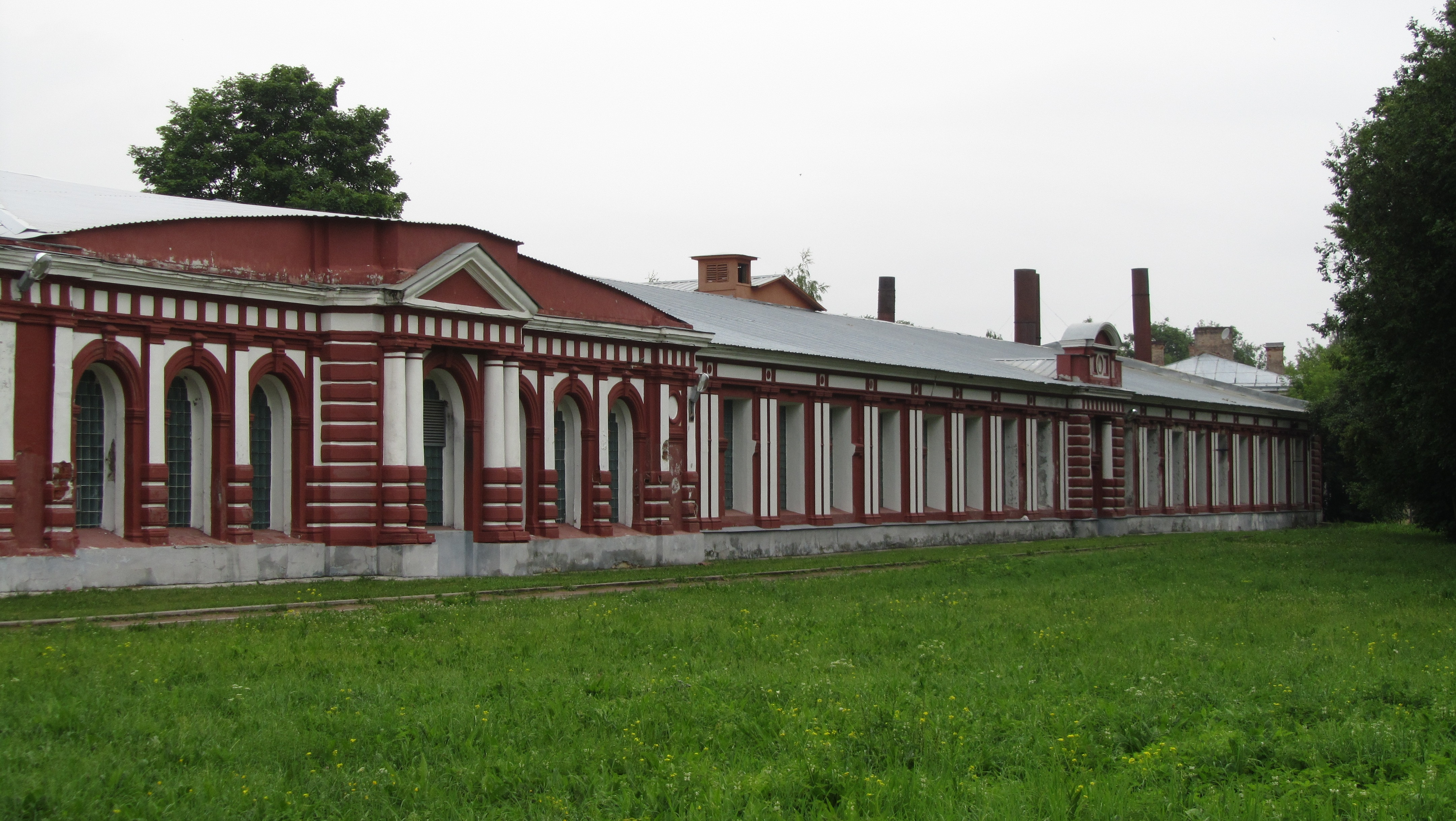
Здание авиаремонтных мастерских - "рембаза"
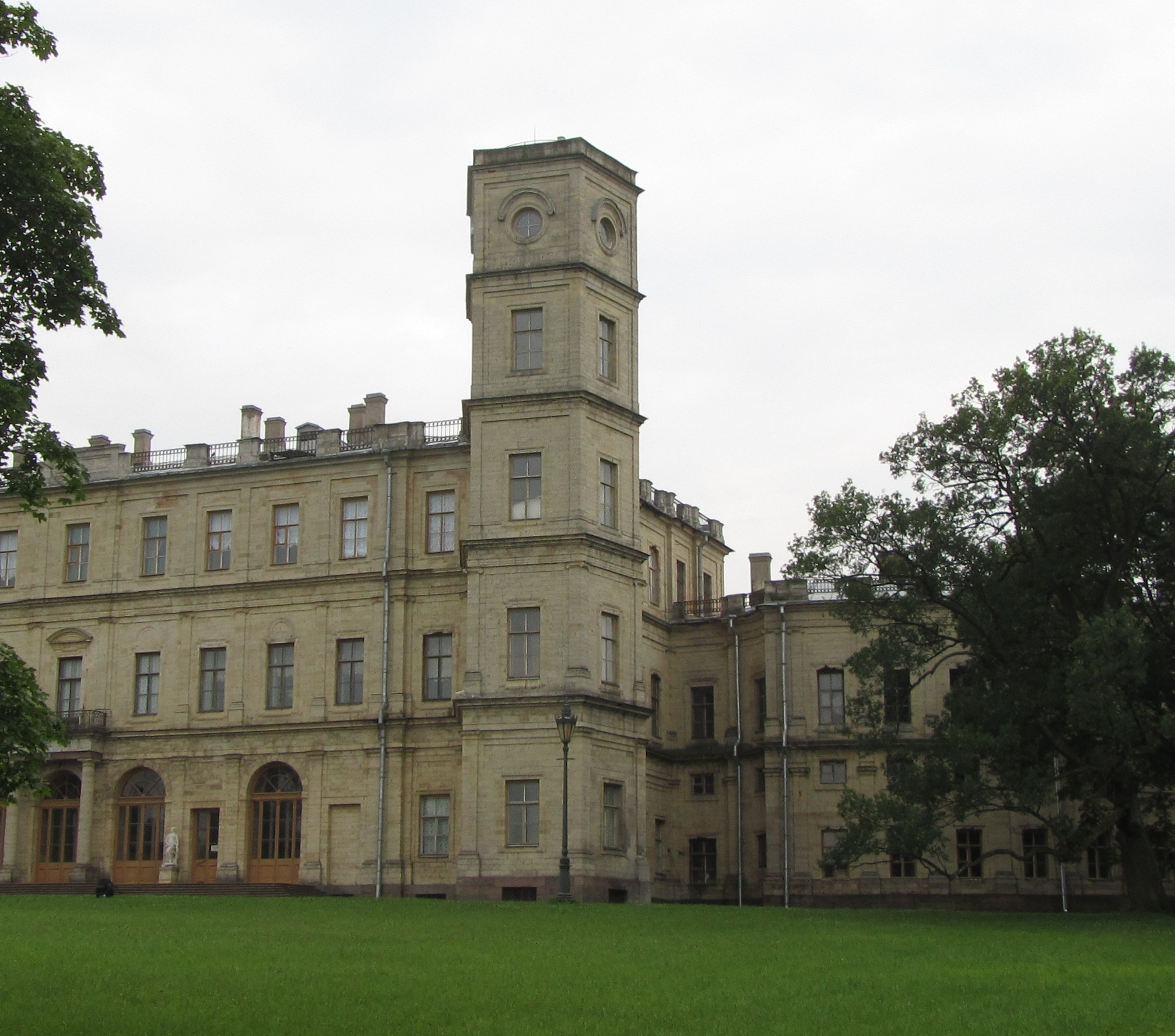
"Парашютная вышка"

Казарменная и жилая застройка аэродрома

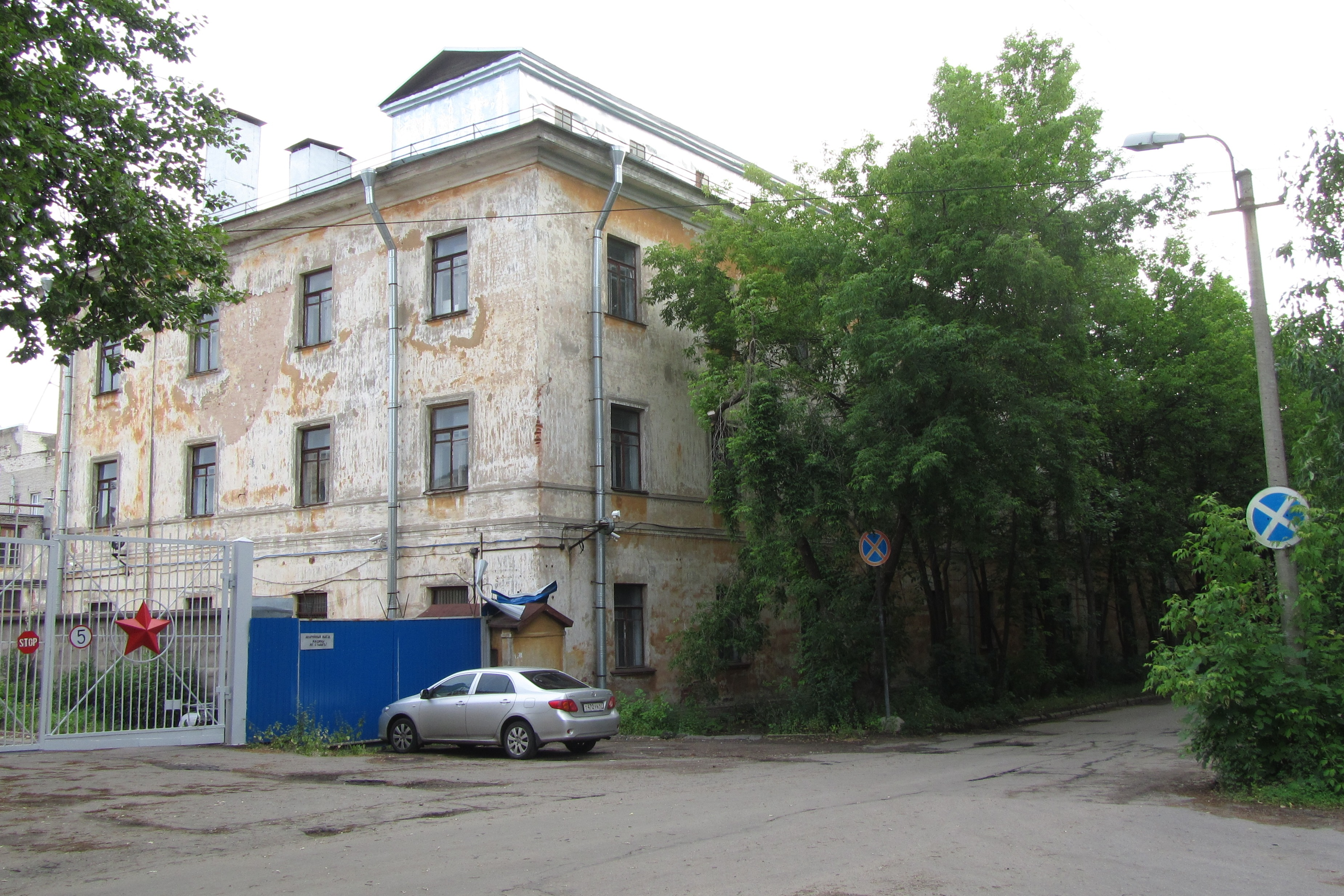
Казарма батальона аэродромного обслуживания
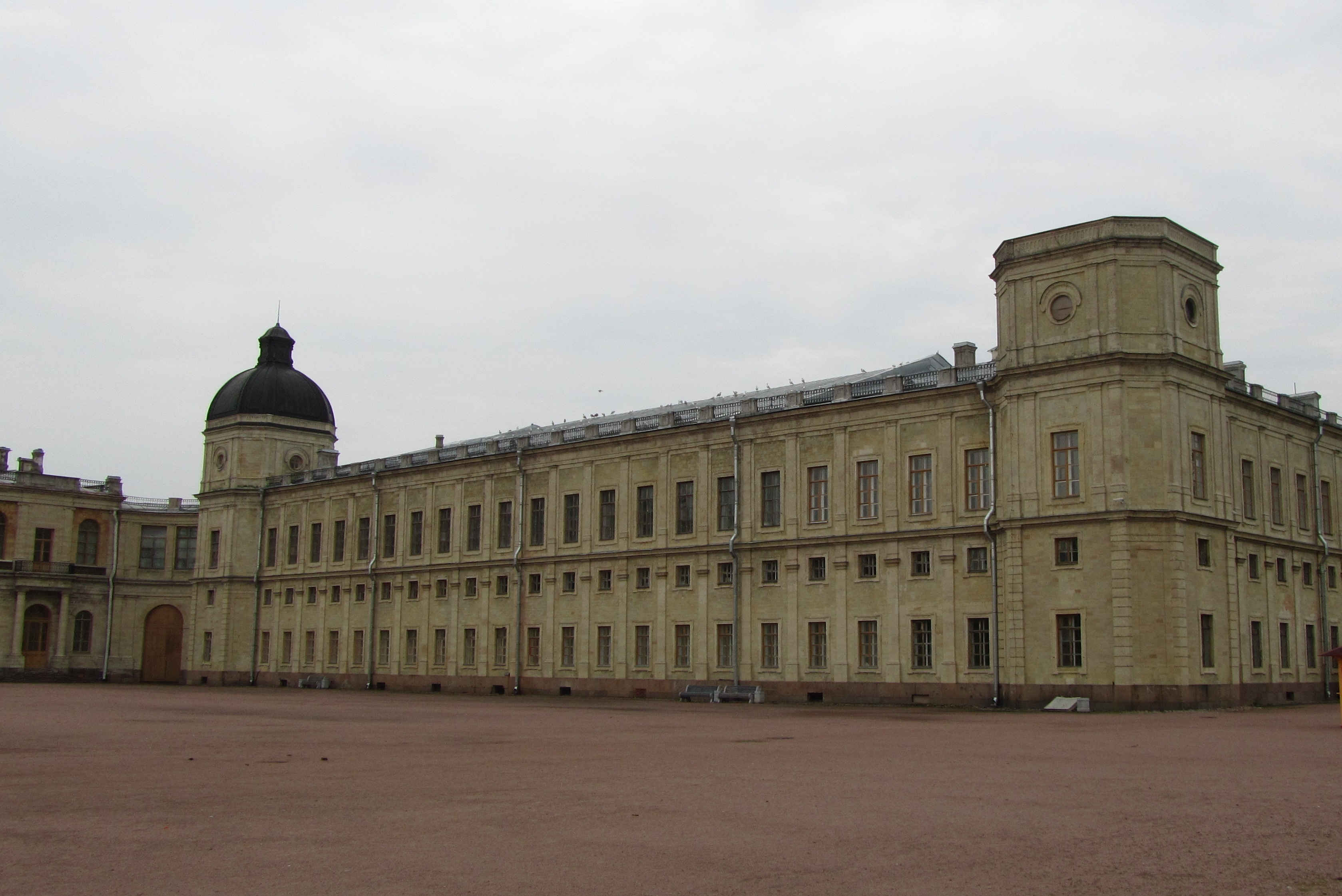
Курсантское общежитие
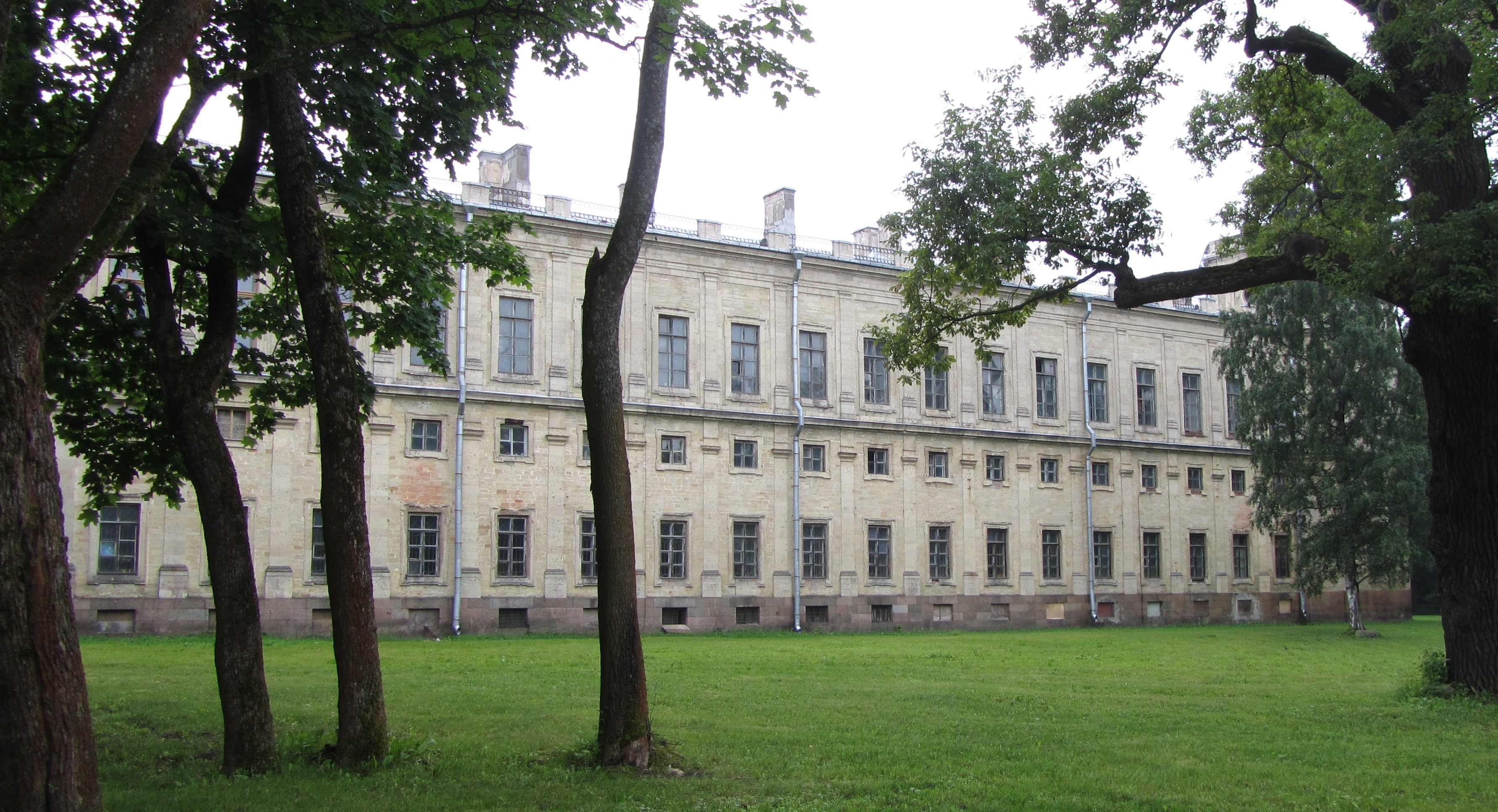
Курсантское общежитие
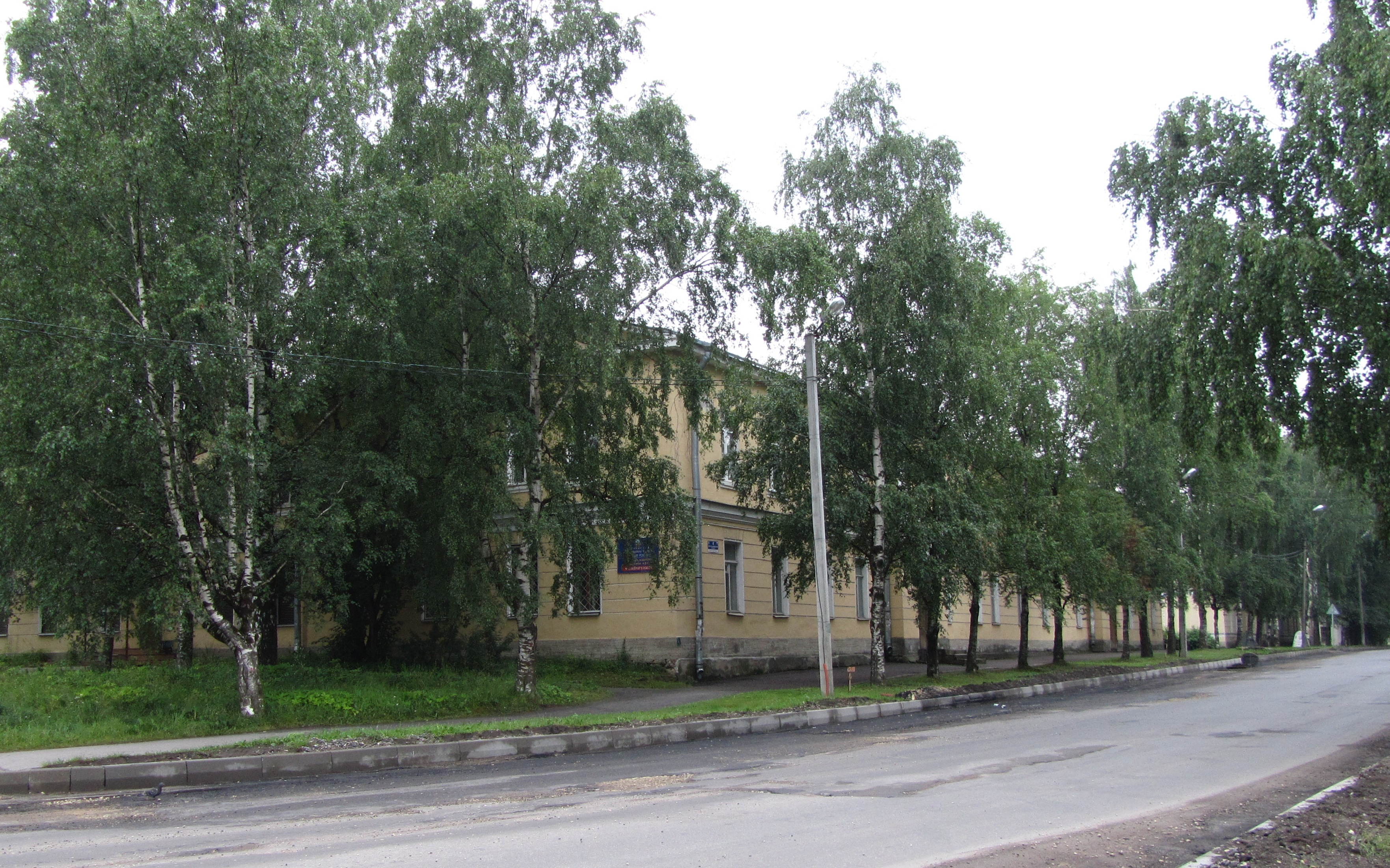
Жилой дом, в котором проживал В. Чкалов, Красноармейский проспект, 4
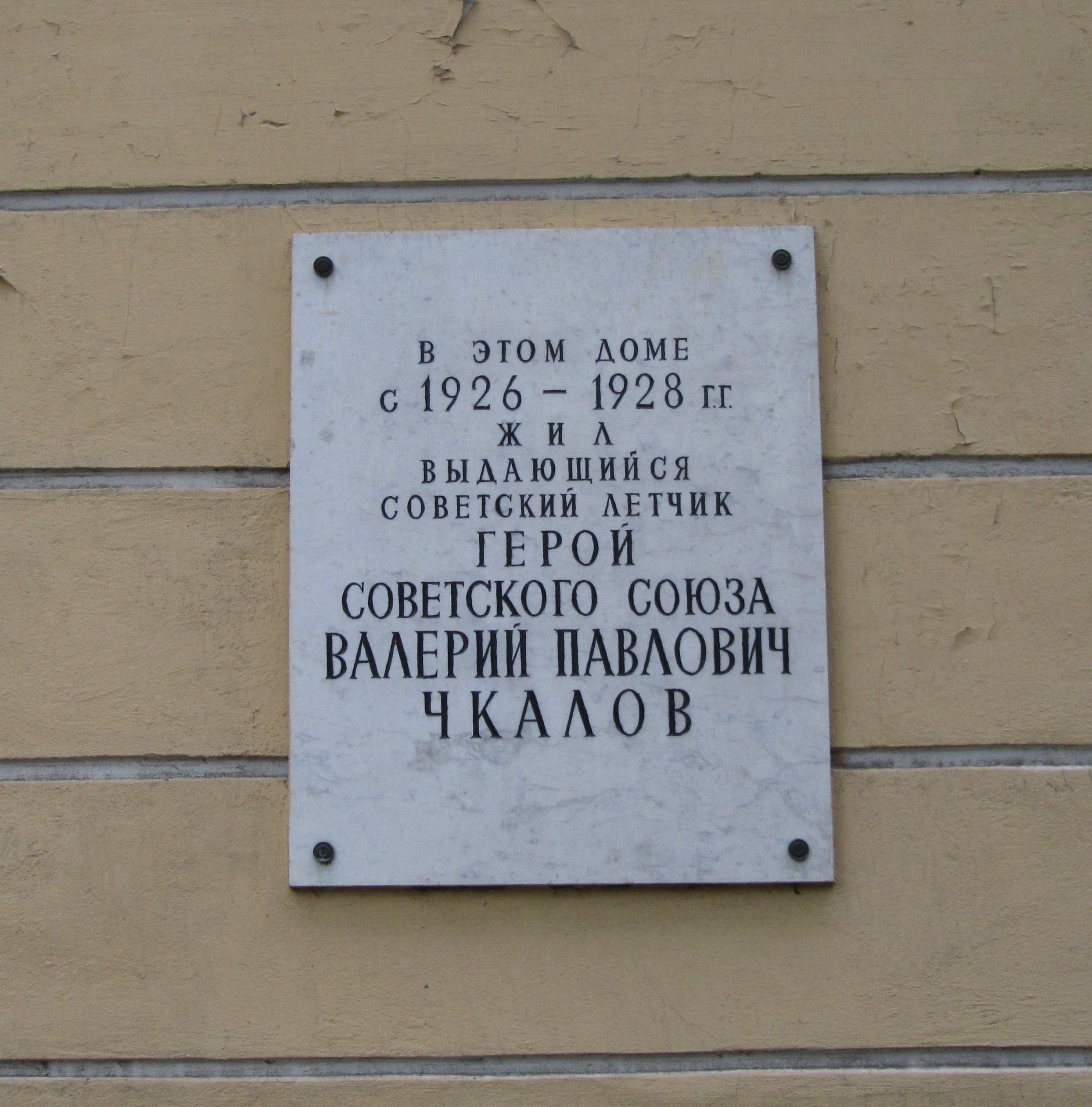
Мемориальная доска на этом доме
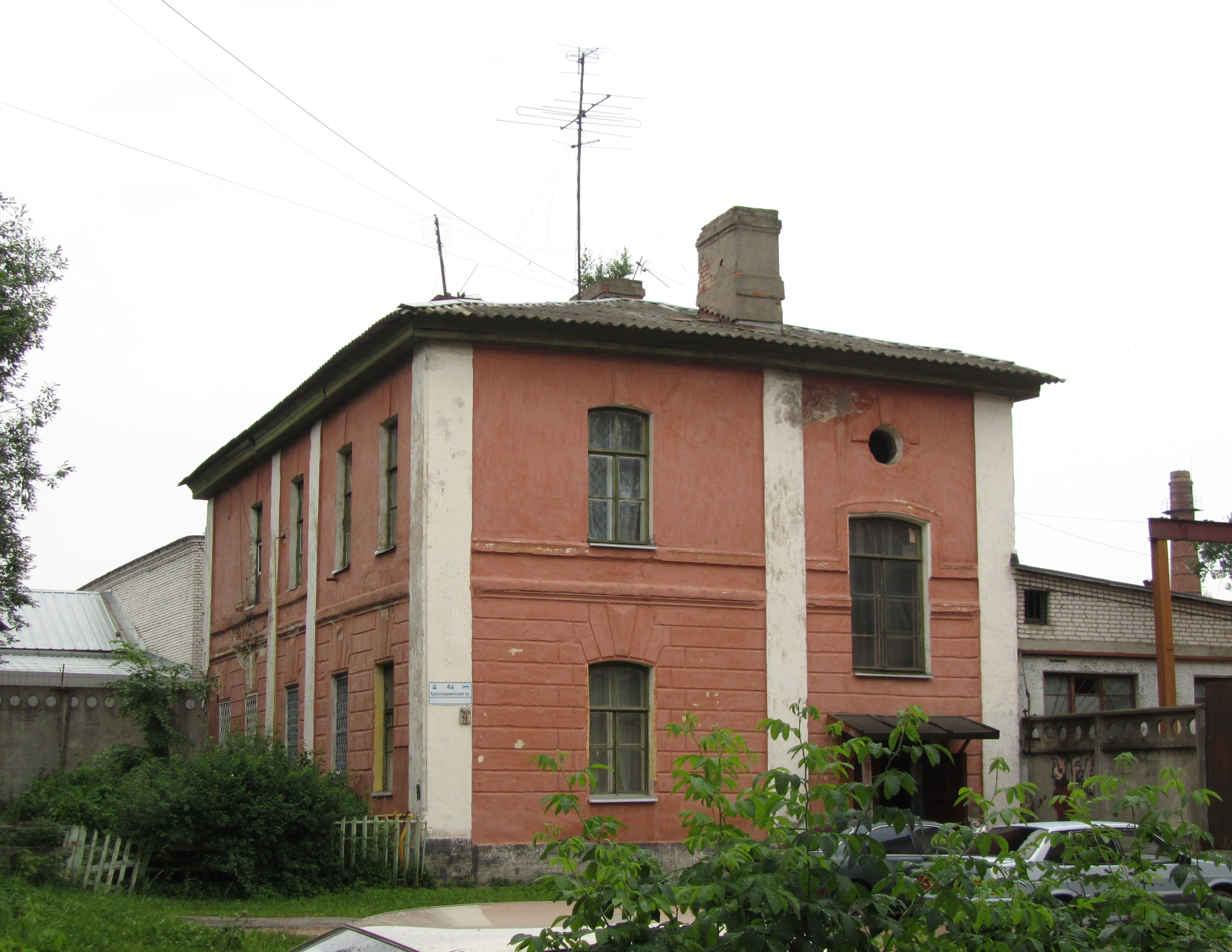
Жилой дом, Красноармейский проспект, 4а
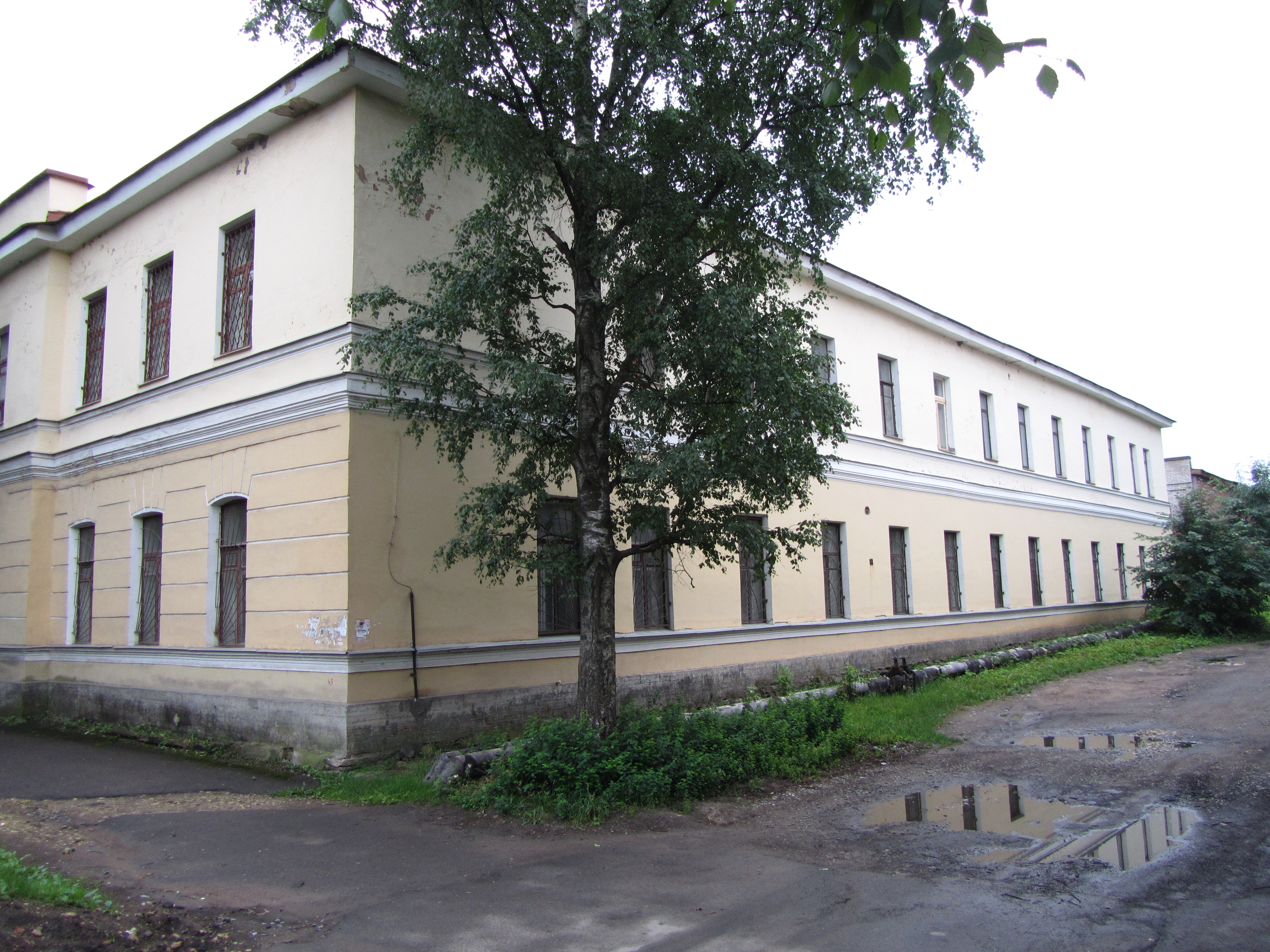
Жилой дом, Красноармейский проспект, 6
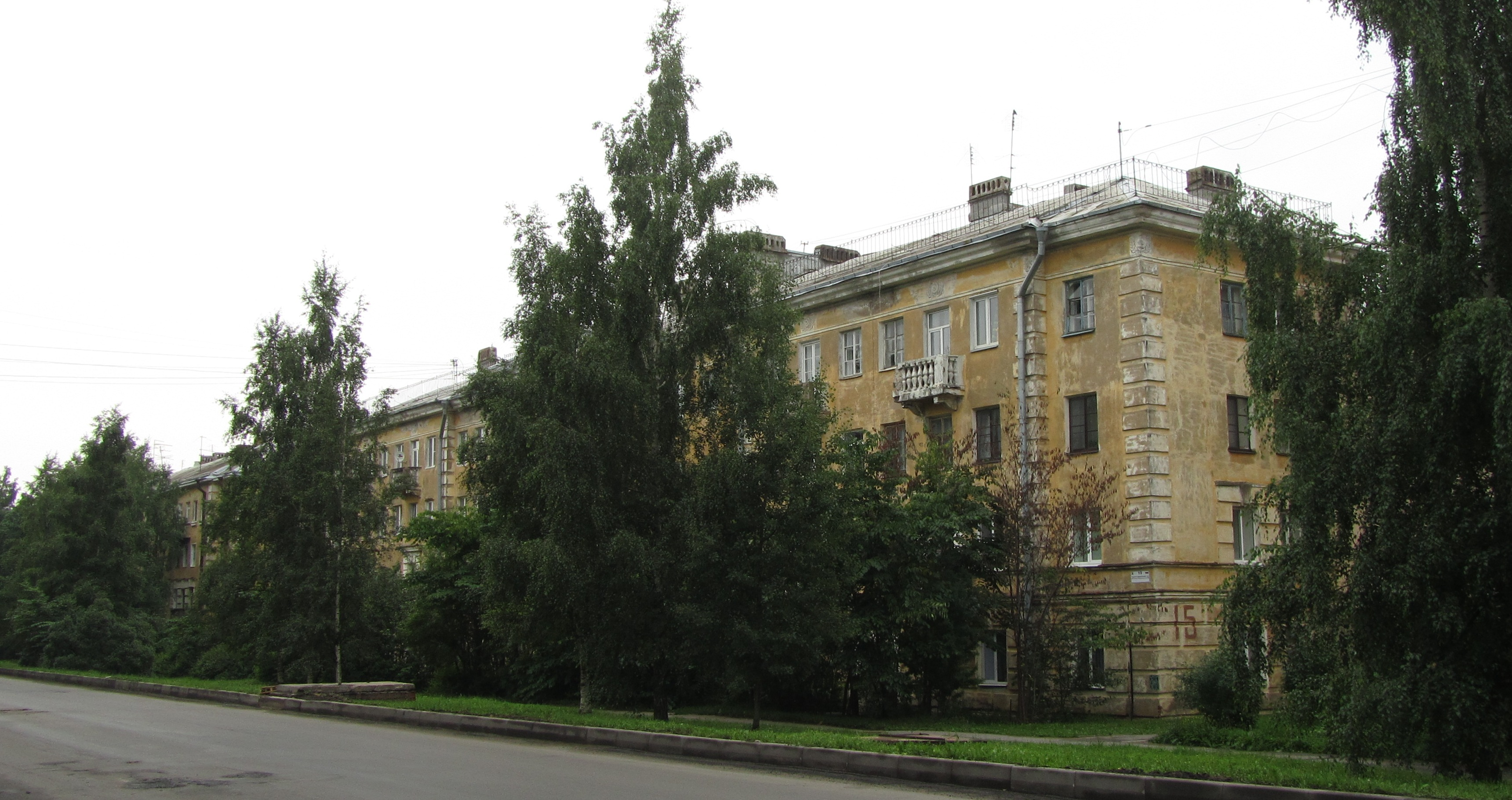
Жилые дома, Красноармейский проспект, 15, 17, 19
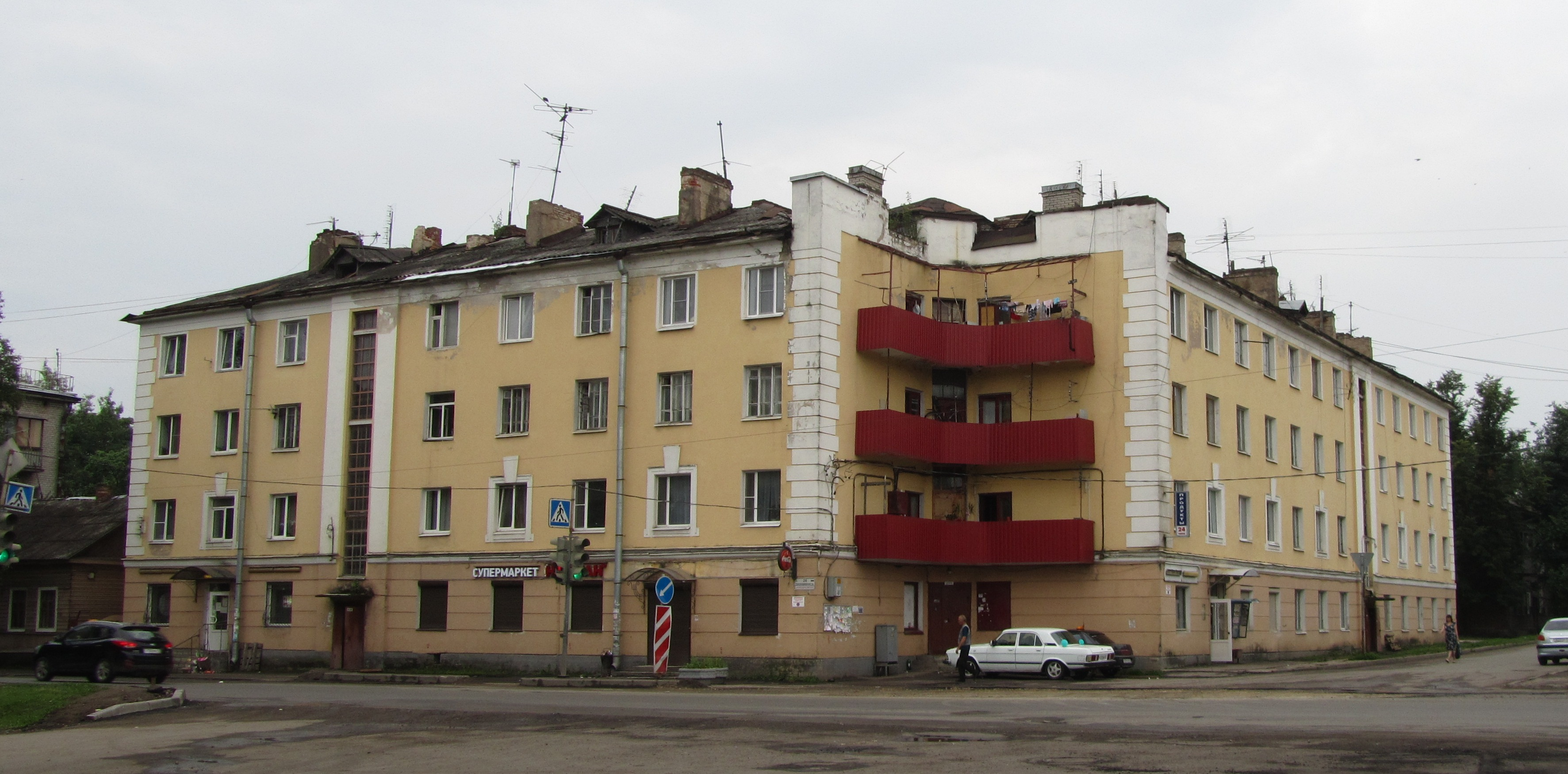
Жилой дом, угол Красноармейского проспекта и улицы Оранжерейной[40], 26
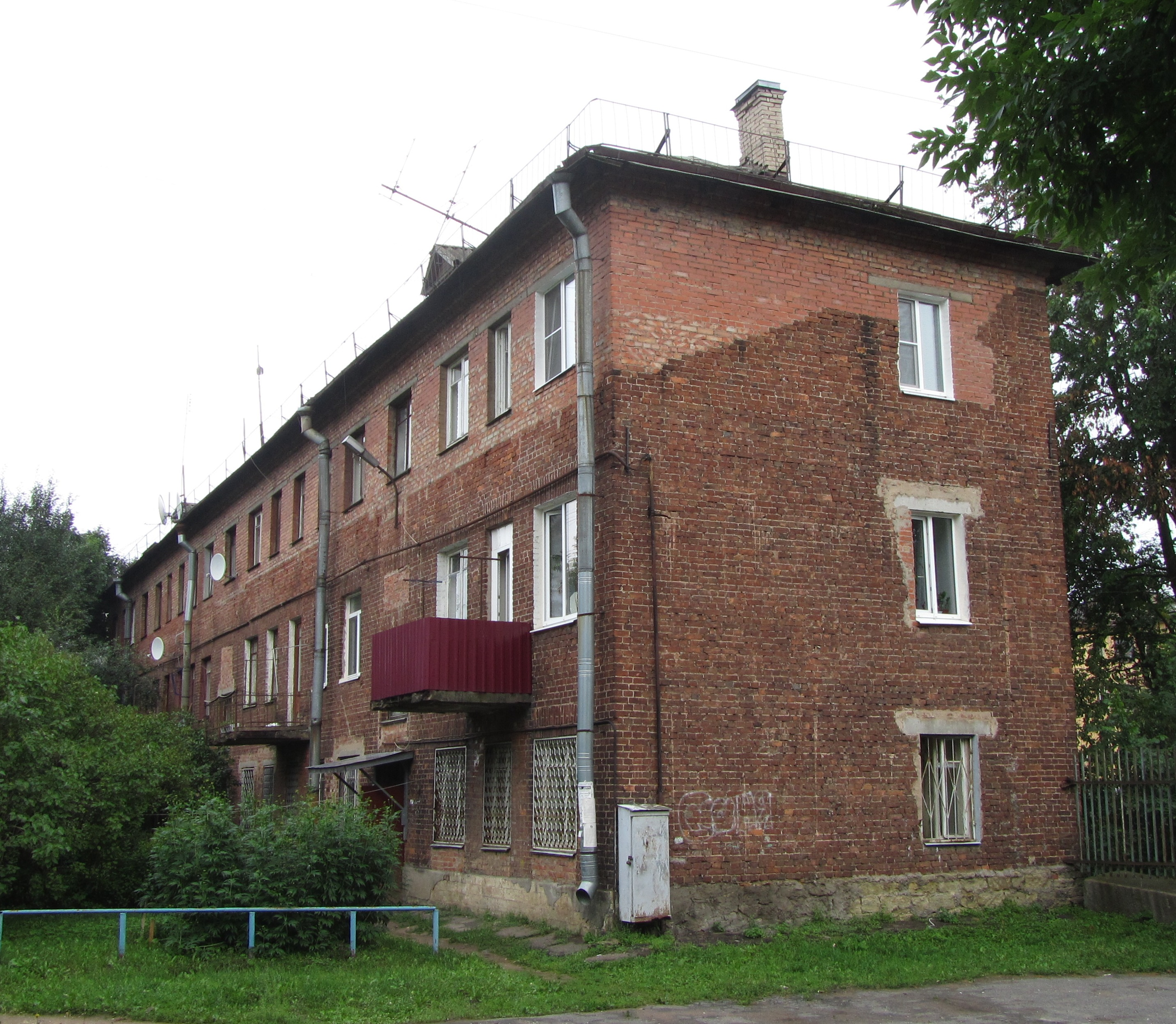
Жилой дом, Красноармейский проспект, 6/9
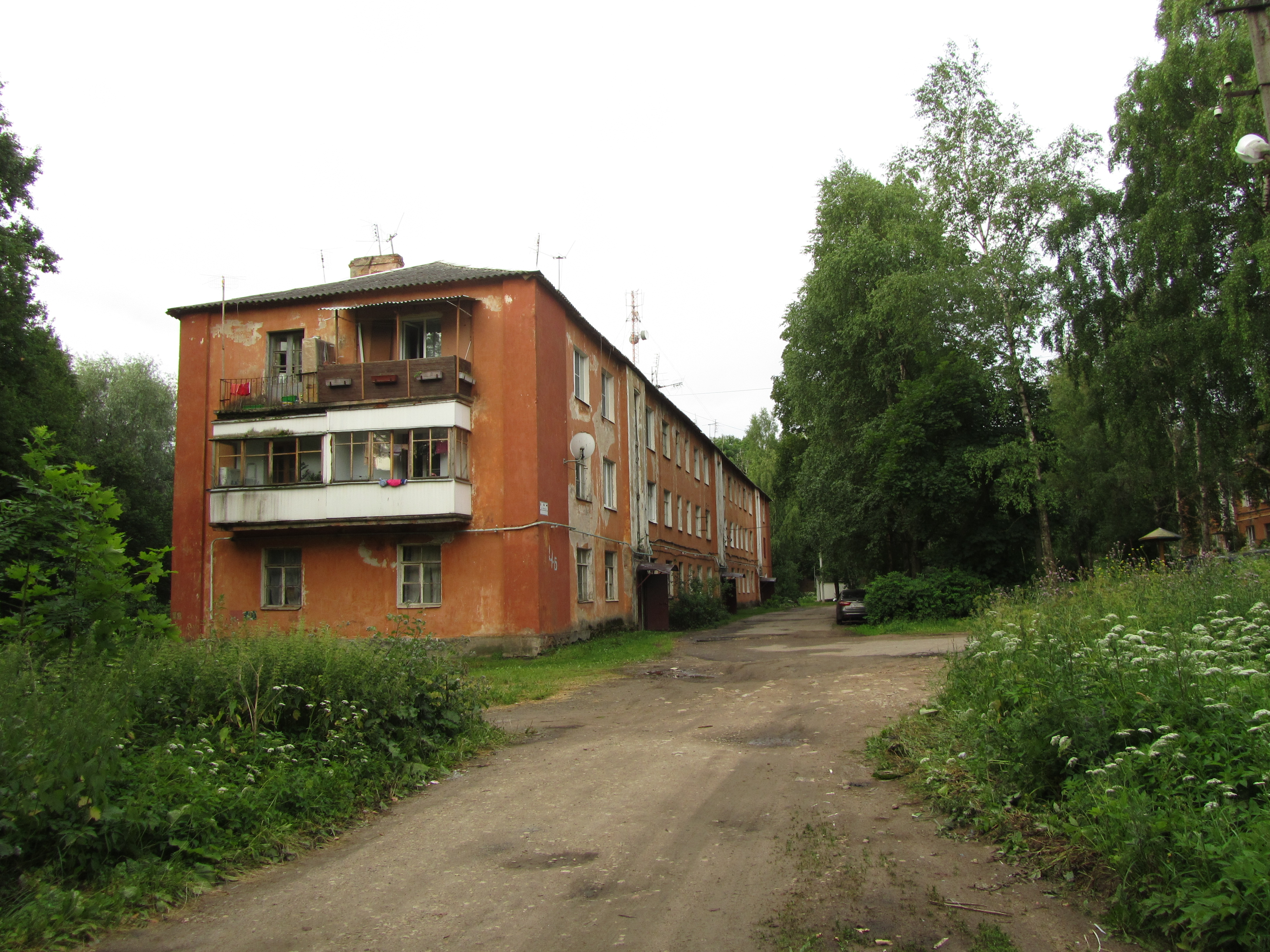
Жилой дом, улица Киевская, 4а
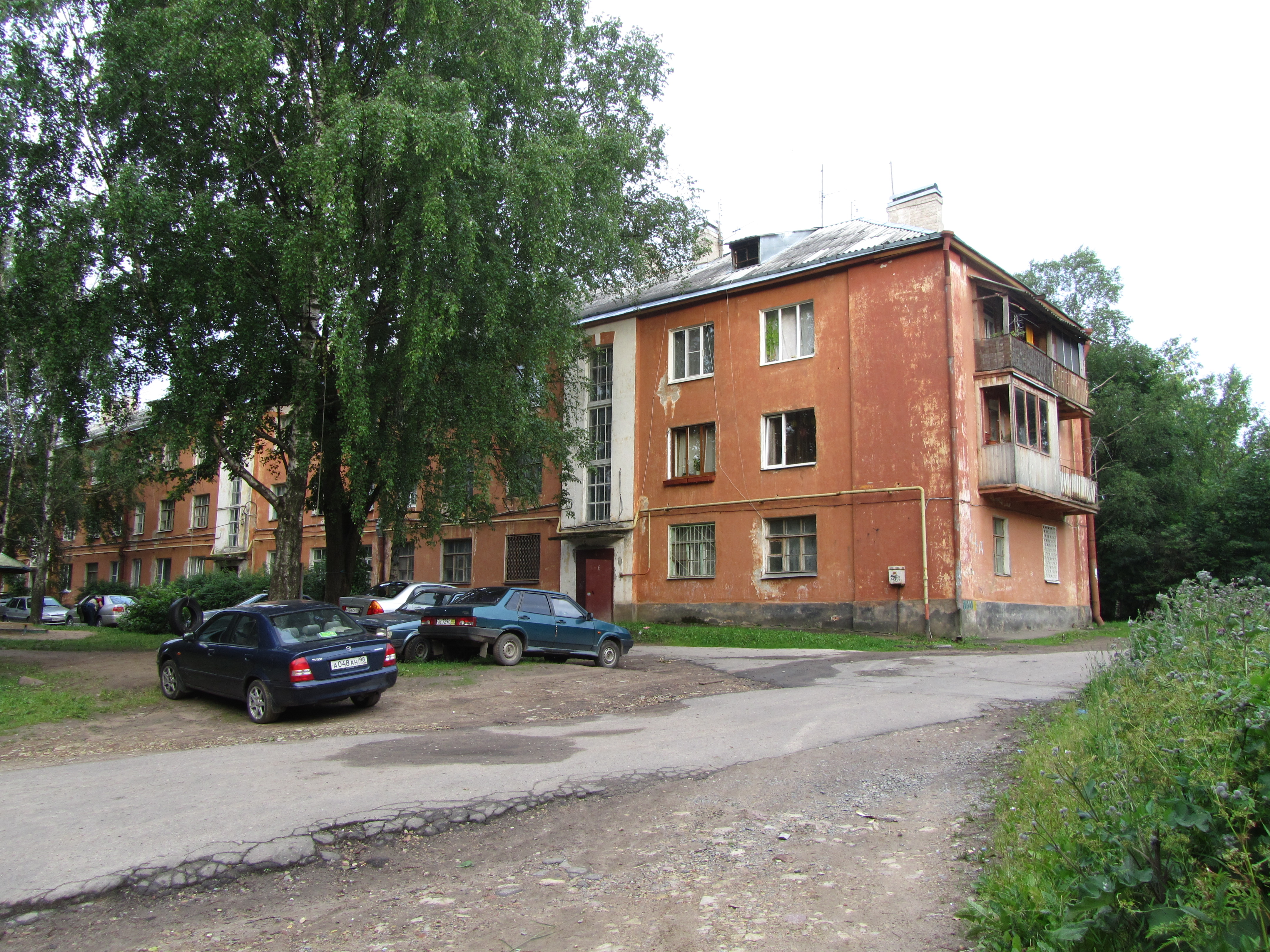
Жилой дом, улица Киевская, 4б

## Кинофодокументы
В документальном фильме 1928 года «Подвиг во льдах» присутствуют кадры парковки дирижабля «Норвегия» Умберто Нобиле в эллинге в Сализи в 1926 году.
https://www.net-film.ru/found-page-1/?search=q%D0%BA%D1%80%D0%B0%D1%81%D0%BD%D0%BE%D0%B3%D0%B2%D0%B0%D1%80%D0%B4%D0%B5%D0%B9%D1%81%D0%BA